# Transports en commun d'Amiens
Les transports en commun d'Amiens (connu sous le nom commercial Ametis) sont un réseau de transport public qui dessert la ville d'Amiens et son agglomération, par le biais de nombreuses lignes d'autobus.
Ce réseau est géré par Keolis Amiens (filiale du groupe Keolis), pour le compte de la communauté d'agglomération Amiens Métropole. En plus des bus, Ametis propose également un service de location de vélos, appelé Buscyclette.

## Histoire

### Tramway

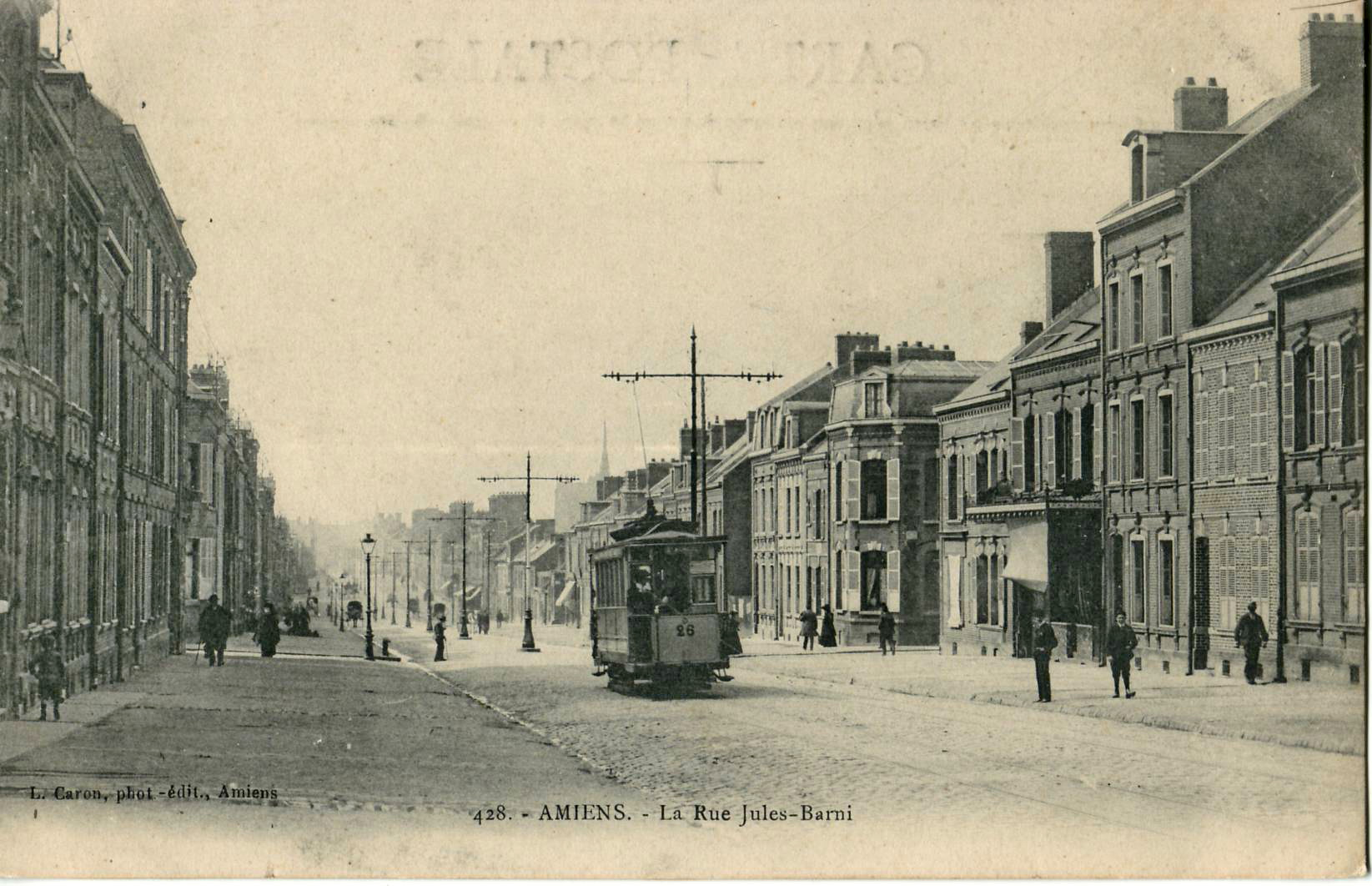
Le tramway, rue Jules-Barni.

La Compagnie des tramways d'Amiens (CTA) a joué un rôle crucial dans le développement des transports urbains à Amiens. Fondée en 1889, la compagnie a commencé par exploiter un réseau de tramways à traction animale, avant de passer à l'électricité en 1899 (ce qui a nécessité la construction d'une centrale, fonctionnant au charbon, boulevard du Cange le long de la Somme),.
Au fil des ans, ce réseau (dont les voies sont à écartement métrique) s'est étendu pour desservir de plus en plus de quartiers de la ville : en 1906, il comporte huit lignes radiales, toutes partant de la place Gambetta. L'autobus commence à concurrencer le tramway en 1932, avec une ligne intercommunale reliant la gare du Nord à la ville cheminote de Longueau,. En 1936, une nouvelle centrale électrique est établie place Vogel (toujours en bordure de la Somme). En 1940, le tramway cesse brusquement de fonctionner, alors remplacé par des autobus à gazogène (loués au réseau des transports parisiens), en raison des dégâts causés lors de la Seconde Guerre mondiale (le dépôt de Saint-Acheul a en effet été bombardé les 19 et 20 mai de l'année précitée),.

Carte animée de l'évolution des infrastructures ferroviaires de l'agglomération d'Amiens, dont celles du tramway
(de 1885 à 1950).

### Trolleybus
Dès janvier 1946, le réseau est exploité avec des trolleybus ; il est désormais centré sur la place de l'hôtel de ville. Pour alimenter les lignes en électricité, une centrale fonctionnant au charbon (en fait héritée du tramway) est utilisée jusqu'en 1964.
La même année, les trolleybus laissent en effet la place aux autobus alimentés avec du gazole, qui avaient commencé à investir le réseau à la fin des années 1950. Il s'avère que les trolleybus coûtent trop cher et que la centrale électrique (établie en pleine ville) est très polluante ; de surcroît, le contexte du « tout-voiture » incite au retrait de lignes de transports en commun.

### Évolutions du réseau de bus

#### Exploitation par la CETA puis la SEMTA
En 1973, le réseau de la Compagnie d'exploitation des transports amiénois (CETA) compte quinze lignes, car il s'est progressivement adapté aux extensions urbaines réalisées depuis les années 1950 au nord de la ville, comme le développement d'une zone industrielle ou encore la construction du quartier du Pigeonnier.
La Société d'économie mixte des transports amiénois (SEMTA) succède à la CETA en mars 1982 ; la place Alphonse-Fiquet (devant la gare du Nord) devient alors le point central des lignes de bus. Le réseau est concomitamment étendu à de nouveaux quartiers excentrés : Saint-Ladre, La Neuville et Québec, mais aussi l'hôpital Sud.
En octobre 1981, le dépôt historique de Saint-Acheul s'avère être trop petit. Il est remplacé par un nouveau dépôt plus spacieux, à Saint-Ladre, qui présente néanmoins l'inconvénient d'être éloigné du centre du réseau (la gare du Nord) ; cela engendre un important kilométrage de trajets haut-le-pied.
Les lignes, initialement toutes radiales, deviennent diamétrales pour certaines d'entre elles à partir de 1984, tandis que le réseau s'agrandit au fur et à mesure qu'il atteint les communes voisines (Cagny, Camon, Longueau, Pont-de-Metz et Rivery, puis Dreuil-lès-Amiens en 1991) à la faveur de la création d'un syndicat intercommunal.
Le dépôt de la rue Dejean (établi à 700 m de la gare du Nord) est mis en service le 1er mai 1992, en remplacement de celui de Saint-Ladre. Cette nouvelle localisation est adaptée à la proximité du centre du réseau qu'est la gare, mais le site devient trop exigu quelques années après son ouverture.
À la rentrée de 1994, un service nocturne — baptisé « Jules Verne » — est créé entre l'hôpital Sud, le campus, le centre-ville et la faculté Saint-Leu ; il fonctionne tous les jours de 21 h à 1 h 15. Le réseau est à nouveau étendu en 1995, pour desservir les communes de Blangy-Tronville, Boves, Dury, Glisy, Poulainville, Sains-en-Amiénois, Saint-Fuscien, Saleux, Salouël, Saveuse et Vers-sur-Selle, puis Allonville en 1999 ; ces dernières ont en effet rejoint le syndicat intercommunal, devenu le district du Grand Amiens. Depuis 2000, le réseau ne traverse plus le secteur piétonnier du centre-ville (rue des Trois-Cailloux et hôtel de ville), mais le contourne à proximité par l'« anneau vert » ; la même année, la commune de Bertangles est à son tour desservie.
Entre 1992 et 1999, le prix du ticket unitaire présente la particularité de rester stable, coûtant alors 6 francs. Cette dernière année, la télébillettique est introduite le 1er mars.
En 2003, le réseau adopte la marque commerciale « Ametis » (acronyme d'Amiens Métropole Transports Innovations Services). Un nouveau logo est créé à cette occasion, tandis qu'une livrée à base de jaune tilleul est apposée sur les véhicules. Un premier site Internet est ouvert en 2004.

#### Exploitation par la CFT

Logo d'Ametis jusqu'en 2012.

La délégation de service public des transports amiénois attribuée à la SEMTA (Veolia Transport) arrivant à échéance le 31 décembre 2008, un appel d'offres réattribue l'exploitation du réseau à la société Corporation française de transports (CFT) à partir du 1er janvier 2009,.

#### Exploitation par Keolis Amiens
L'exploitation par la CFT du réseau Ametis arrivant à échéance le 31 mai 2012, Amiens Métropole a mis en place un comité de pilotage sur le futur mode de gestion du service public des transports urbains et a lancé une procédure de délégation de service portant sur la gestion et l'exploitation du réseau, sur une période allant du 1er juin 2012 au 31 décembre 2017, dans le cadre d'un affermage à contribution forfaitaire.
La communauté d'agglomération a décidé de confier l'exploitation du réseau de transports urbains à la société Keolis Amiens, filiale de Keolis (appartenant à 70 % au groupe SNCF). Keolis devra faire augmenter la part modale des transports en commun qui est de 6 %, le réseau étant trop peu emprunté par les 180 000 habitants de la métropole d'Amiens, et aurait également eu pour mission de préparer le futur tramway (ce projet a été abandonné en 2014).
La restructuration du réseau effectuée par Keolis semble avoir eu des répercussions positives sur sa fréquentation, puisque cette dernière est passée d'environ 65 voyages par habitant en 2012 à 82,7 en 2014, lui permettant de se rapprocher de la moyenne française pour les réseaux de cette taille (85,9 voyages par habitant).

##### Communes desservies par le réseau régulier
Le réseau Ametis dessert les communes suivantes par les lignes régulières :
- Amiens
- Allonville
- Bertangles
- Blangy-Tronville
- Boves
- Cagny
- Camon
- Dreuil-lès-Amiens
- Dury
- Glisy
- Longueau
- Pont-de-Metz
- Poulainville
- Rivery
- Sains-en-Amiénois
- Saint-Fuscien
- Saleux
- Salouël
- Saveuse
- Vers-sur-Selle

##### Communes desservies par les lignes à la demande Resago
- Bovelles
- Clairy-Saulchoix
- Creuse
- Estrées-sur-Noye
- Grattepanche
- Guignemicourt
- Hébécourt
- Pissy
- Remiencourt
- Revelles
- Rumigny
- Saint-Sauflieu
- Thézy-Glimont

##### Parc de véhicules

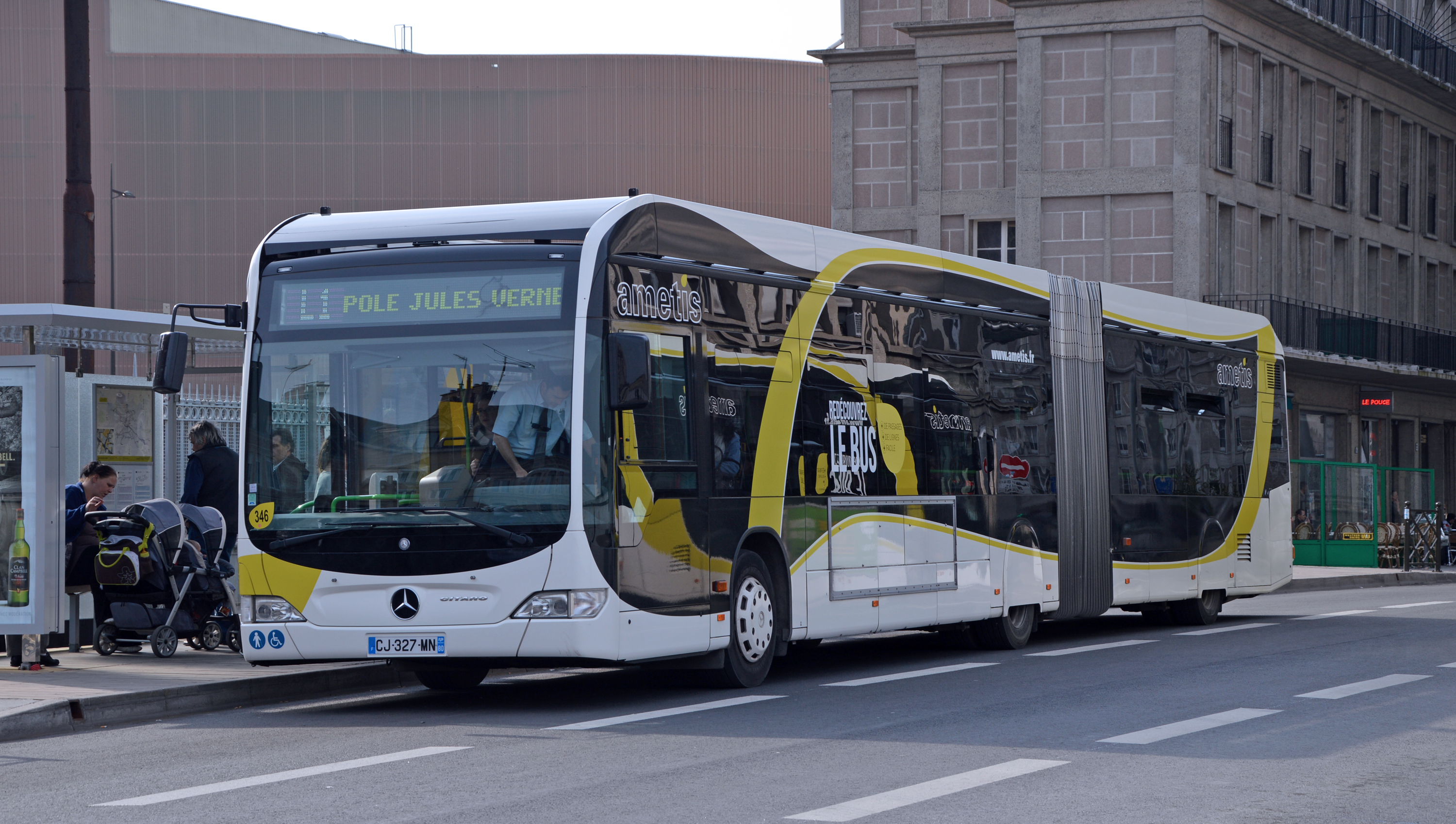
Citaro G de la Lianes 1, en attente près de la gare d'Amiens.

Avant le 11 mai 2019, le réseau utilise (ou avait utilisé) les séries suivantes :
- Gruau Microbus (véhicules électriques) ;
- Scania Midcity Carsa ;
- Scania OmniCity S ;
- Citaro II BHNS (standards et articulés) ;
- Citaro C2 BHNS Euro 5 (standards et articulés) ;
- Citaro C2 Euro 6 ;
- Heuliez GX 417 ;
- Heuliez GX 317 ;
- Irisbus Agora ;
- Renault PR 118 ;
- Gépébus Oréos 2X.

## Réseau de bus actuel (depuis 2019)
Le réseau, toujours exploité par Keolis Amiens (contrat par ailleurs renouvelé de 2025 à 2030), est restructuré le 11 mai 2019. La principale nouveauté est la mise en service de quatre lignes de bus à haut niveau de service (BHNS), appelées « Nemo », qui utilisent des véhicules électriques sur trois d'entre elles, ; ces véhicules, construits par Irizar, disposent d'un système de recharge par biberonnage. Afin que les usagers découvrent ce réseau, son accès est gratuit du 11 mai au 16 juin 2019, avant le lancement d'une nouvelle billettique (incluant un système de paiement sans contact) ; ensuite, la gratuité reste effective tous les samedis,. Toutefois, les premiers jours d'exploitation des véhicules électriques des lignes Nemo sont parsemés de divers incidents techniques (notamment des problèmes du système de recharge rapide des batteries, ou encore de celui donnant la priorité aux bus aux carrefours à feux),,.
Les 1er février, 30 août et 8 novembre 2021, puis le 29 août 2022, divers ajustements sont effectués sur le réseau : changements d'itinéraire et de fréquence sur plusieurs lignes régulières, créations de navettes fonctionnant certains jours (le samedi pour le marché, la Toussaint pour les cimetières) et améliorations du service de transport à la demande,,.
Le 2 septembre 2024, Amiens Métropole confie les lignes scolaires (Tempo) à l'entreprise Transdev CAP, qui met à disposition des autocars. Ce changement répond à la contrainte légale d'utiliser des véhicules où les enfants doivent être assis et ceinturés, cette contrainte légale a causé la suppression de la ligne T31.

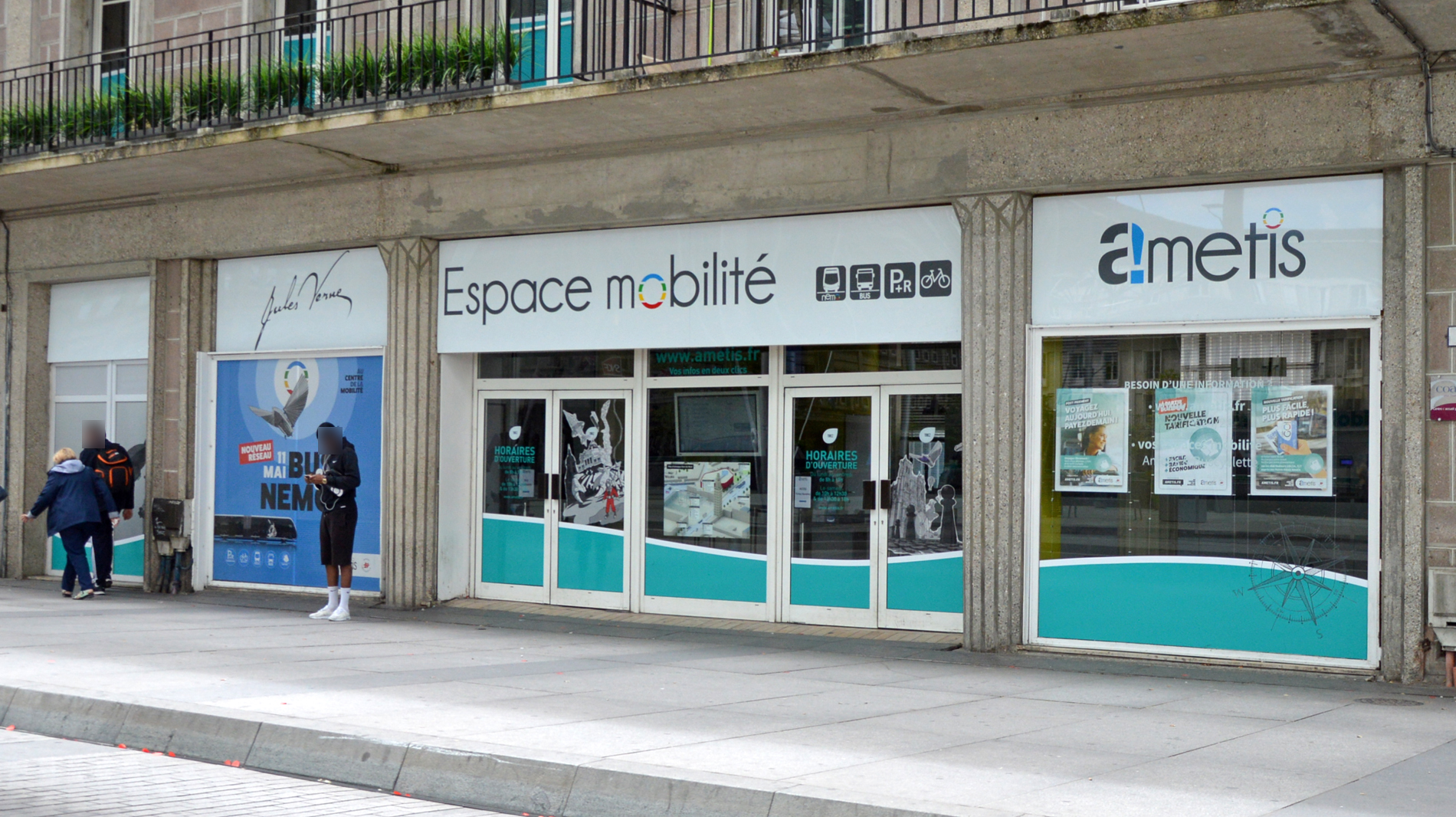
Agence commerciale, à proximité de la gare d'Amiens.
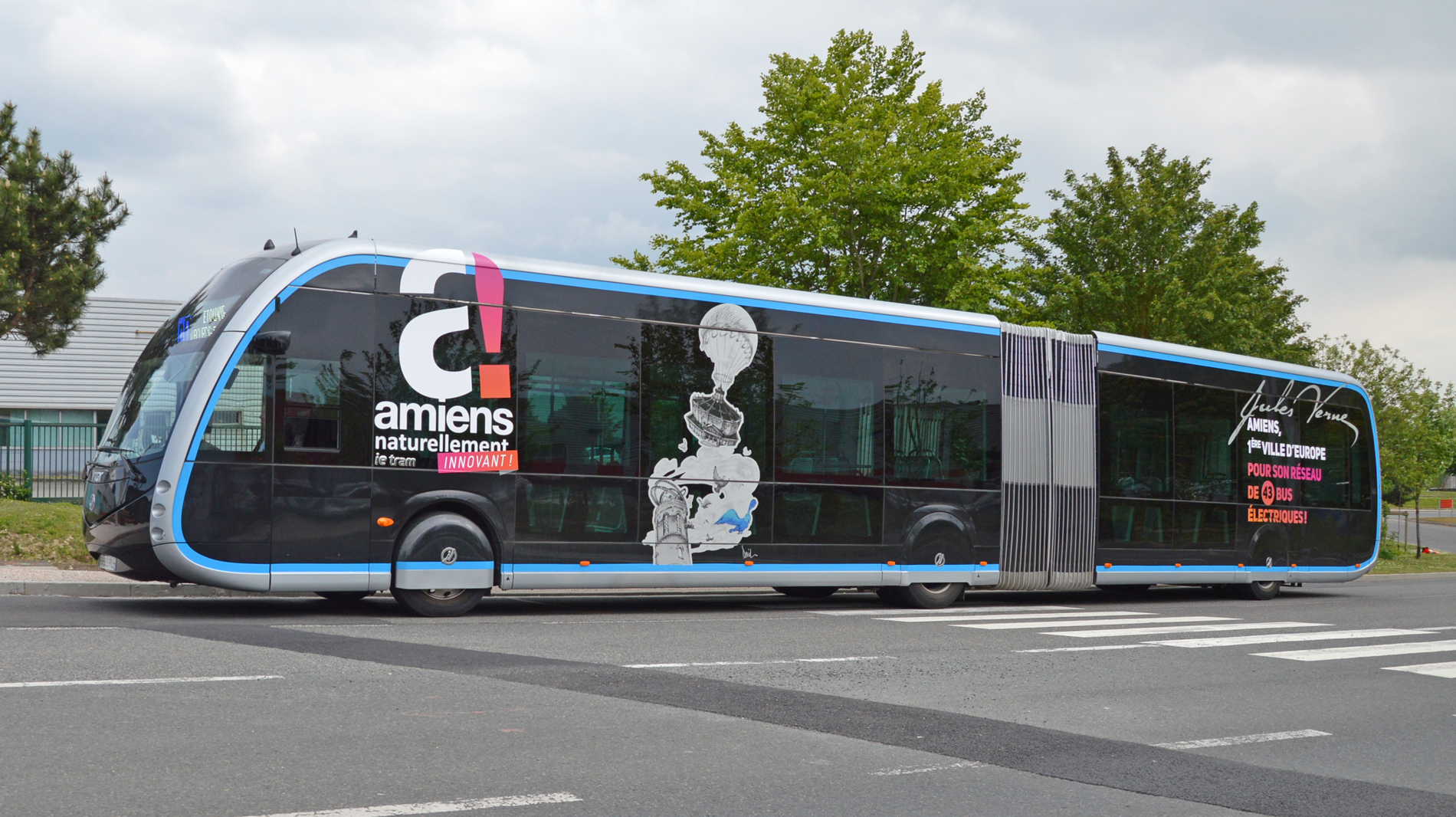
Bus Nemo, arborant la livrée événementielle du nouveau réseau.
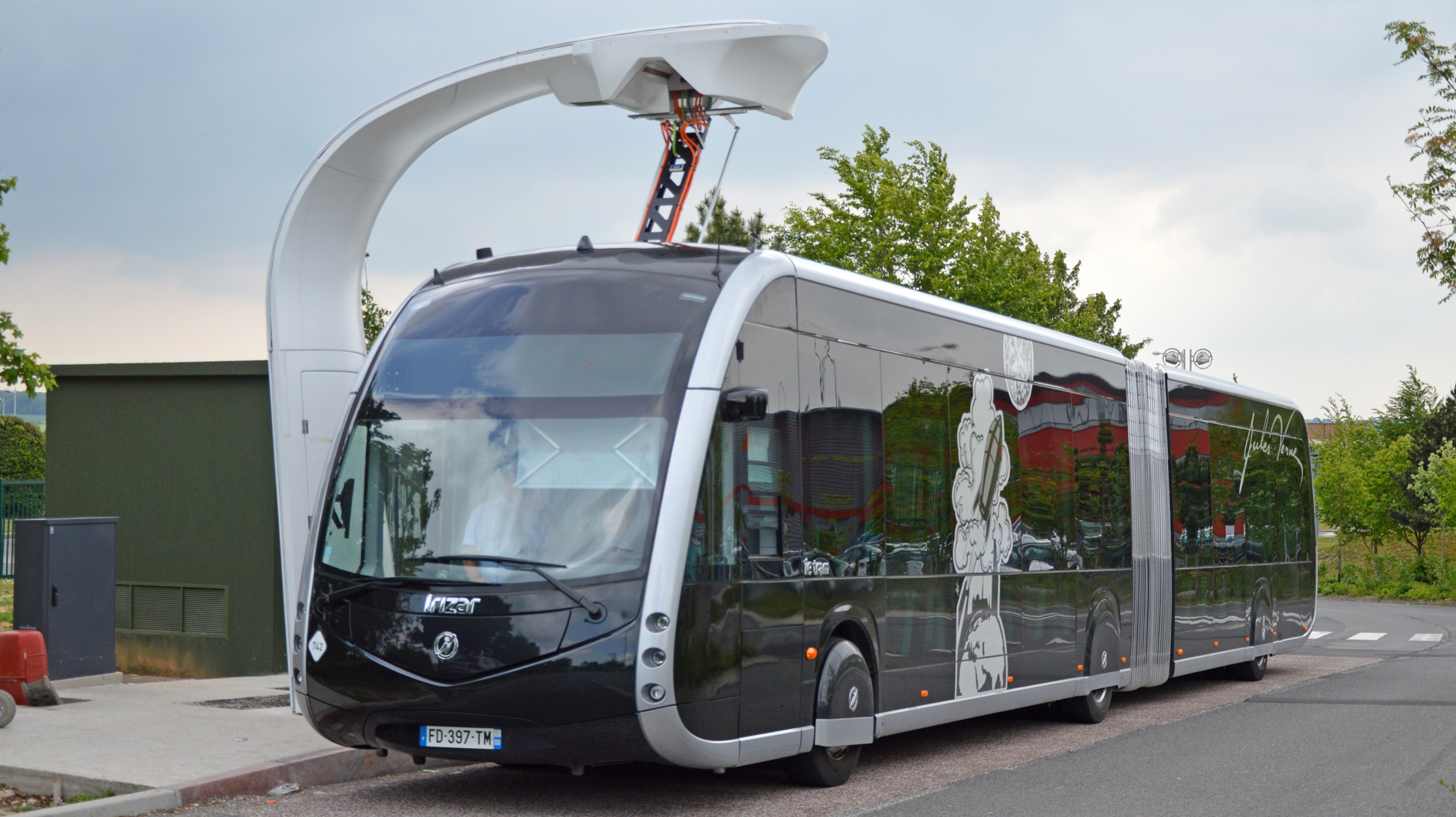
Recharge par biberonnage d'un bus Nemo, au terminus d'une ligne.

### Dépôt et parc de véhicules
Un nouveau dépôt (situé en périphérie de l'agglomération, sur le territoire communal de Rivery), principalement constitué d'un unique bâtiment — certifié HQE — dont la superficie est de 6 800 m2, a été inauguré et mis en service préalablement à la restructuration du réseau. Il permet l'accueil des bus électriques Irizar et de tous les autres véhicules d'Ametis, mais il pallie également la saturation et l'obsolescence de l'ancien dépôt (situé dans un secteur urbanisé, rue Dejean à Amiens),.
Par ailleurs, les flancs des bus utilisés par les lignes Nemo arborent des créations de dessinateurs amiénois (Greg Blondin, Damien Cuvillier, Fraco et David François), ayant pour thèmes Jules Verne, la ville d'Amiens et le transport. Progressivement, le reste du parc arbore une nouvelle livrée, propre au nouveau réseau.
Depuis le 18 décembre 2023, 32 nouveaux bus de marque Iveco (23 standards de 12 m et 9 articulés de 18 m) utilisant du gaz naturel sont progressivement intégrés au réseau amiénois. Ils ont pour but de remplacer les bus thermiques sur le long terme,,.
Le 27 octobre 2024, un incendie dans un local technique provoque la perte de l'alimentation électrique du dépôt ; une solution provisoire, consistant à utiliser des groupes électrogènes, est rapidement mise en place. Toutefois, l'un de ces groupes subit une panne le 16 novembre ; comme il alimentait le centre de contrôle du réseau (gérant notamment la sécurité des véhicules grâce à leur géolocalisation et la possibilité d'effectuer des télécommunications avec leurs conducteurs), les chauffeurs font valoir leur droit de retrait, ce qui entraîne la suppression de l'ensemble des circulations de bus durant presque deux jours. D'une manière générale, l'information des usagers et la vente des titres de transports sur les automates, mais aussi le service client « Allô Ametis », ont été fortement perturbés lors de ces périodes.

#### Détails du parc
Le réseau de bus Ametis est doté d'un parc de véhicules composé de minibus, autobus standards et articulés:

#### Minibus
| Constructeur | Modèle    | Énergie etNorme Euro         | Nombre d'unités | Numéros de parc | Période de mise en service | Affectation(s) | Observation(s) | Illustration |
| ------------ | --------- | ---------------------------- | --------------- | --------------- | -------------------------- | -------------- | -------------- | ------------ |
| Bolloré      | Bluebus 6 | Électrique Pas de norme euro | 4               | 501-504         | Depuis Septembre 2015      | C♡             | —              |              |

#### Autobus standards
| Constructeur           | Modèle               | Énergie etNorme Euro     | Nombre d'unités | Numéros de parc                                                     | Période de mise en service           | Affectation(s)                                  | Observation(s) | Illustration |
| ---------------------- | -------------------- | ------------------------ | --------------- | ------------------------------------------------------------------- | ------------------------------------ | ----------------------------------------------- | --- | ------------ |
| Iveco Bus              | Urbanway 12 GNV BHNS | GNC Euro VI              | 23              | 800-822                                                             | Depuis Décembre 2023                 | 5 6 7 8 9 10 11 12 13 14 15 16                  | Livrés dans l'optique de remplacer les véhicules thermiques                                                                  |              |
| EvoBus (Mercedes-Benz) | Citaro C2 BHNS       | Diesel Euro V et Euro VI | 14              | 180-193                                                             | Entre Décembre 2013 et Novembre 2014 | 5 6 7 8 9 10 11 12 13 14 15 16                  | — |              |
| EvoBus (Mercedes-Benz) | Citaro Facelift BHNS | Diesel Euro IV et Euro V | 30              | 134-135, 139, 141-145, 149, 151, 155-157, 159-161, 165-175, 177-179 | Entre Mars 2009 et Septembre 2012    | 5 6 7 8 9 10 11 12 13 14 15 16 NAVM1 NAVM2 NAVT | 134-135, 139, 141-145, 149, 151, 155-157, 159-161, 165-173 : Ex-CFT Amiens depuis le 1er juin 2012 Série en cours de réforme |              |

#### Autobus articulés
| Constructeur           | Modèle                 | Énergie etNorme Euro         | Nombre d'unités | Numéros de parc | Période de mise en service           | Affectation(s) | Observation(s) | Illustration |
| ---------------------- | ---------------------- | ---------------------------- | --------------- | --------------- | ------------------------------------ | -------------- | --- | ------------ |
| Irizar                 | ie tram 18m            | Électrique Pas de norme euro | 43              | 701-743         | Entre Septembre 2018 et Février 2019 | n1 n2 n3       | Mise en service commerciale le 11 mai 2019, 701-735 : Livrées Ametis spéciales pour les lignes n1, n2 et n3 736-743 : Livrée Ametis neutre |              |
| Iveco Bus              | Crealis 18 GNV         | GNC Euro VI                  | 9               | 371-379         | Depuis Décembre 2023                 | n4 L           | Livrée Ametis noire |              |
| MAN                    | Lion's City G A23      | Diesel EEV                   | 1               | 358             | Depuis Mars 2022                     | n1 n2 n3 n4 L  | Ex-RATP n°4741 depuis le 1er mars 2022 Série en cours de réforme                                                                           | —            |
| EvoBus (Mercedes-Benz) | Citaro G C2 BHNS       | Diesel Euro V                | 1               | 347             | Depuis Décembre 2013                 | n4 L           | Livrée Ametis spéciale pour la ligne n4 |              |
| EvoBus (Mercedes-Benz) | Citaro G Facelift BHNS | Diesel Euro V                | 17              | 330-346         | Entre Mars 2009 et Août 2012         | n4 L 8         | 330-344 : Ex-CFT Amiens depuis le 1er juin 2012 336-346 : Livrée Ametis spéciale pour la ligne n4 Série en cours de réforme                |              |

#### Anciens véhicules
| Constructeur           | Modèle            | Nombre | Type     | Énergie   | Norme Euro | Observations | Illustration |
| ---------------------- | ----------------- | ------ | -------- | --------- | ---------- | --- | ------------ |
| Irisbus                | Agora L           | 4      | Articulé | Thermique | Euro 3     | * Numérotés de 910 à 911 et 921 à 922 * Anciens bus de la RATP * Ne circulent plus depuis 2022                                 |              |
| MAN                    | Lion's City G A23 | 14     | Articulé | Thermique | Euro 3     | * Numérotés de 371 à 380 (livrée Ametis), 930 et 931 (livrée noire) * Anciens bus de la RATP * Série en cours de réforme       |              |
| EvoBus (Mercedes-Benz) | Citaro            | 4      | Standard | Thermique | Euro 3     | * Numérotés 915, 916, 917 et 918 * Anciens bus de la RATP * Ne circulent plus sur le réseau                                    |              |
| EvoBus (Mercedes-Benz) | Citaro G          | 3      | Articulé | Thermique | Euro 3     | * Numérotés 913, 919 et 920 * Anciens bus de TICE (919 et 920) * Ancien bus de LE MET' (913) * Ne circulent plus sur le réseau |              |
| Scania                 | OmniCity S        | 15     | Standard | Thermique | Euro 3     | * Numérotés 102, 106 à 109, 111, 114 à 116, 123, 125, 130 à 131 * Ne circulent plus sur le réseau                              |              |

### Lignes
Le réseau comporte, : quatre lignes Nemo, quatorze lignes de proximité, treize lignes Tempo (lignes scolaires assurées en autocar, mais néanmoins ouvertes à tous les usagers), sept lignes Resago (transport à la demande) et trois navettes. Outre les bus, Keolis Amiens gère également le service de location de vélos Buscyclette, ainsi qu'un service de garages à vélos et de parcs relais. À noter que depuis le 1er janvier 2025, les coloris des bus Nemo ne sont plus indicatifs de la ligne opérée par le bus, en raison d’un manque crucial de matériel. 

#### Lignes Nemo
| Ligne | Caractéristiques | Caractéristiques           | Caractéristiques           | Caractéristiques           | Caractéristiques                                                | Caractéristiques                              | Caractéristiques                         | Caractéristiques           | Caractéristiques           |
| n1    | Nemo 1 | Nemo 1                     | Nemo 1                     | Nemo 1                     | Nemo 1                                                          | Nemo 1                                        | Nemo 1                                   | Nemo 1                     | Nemo 1                     |
| n1    | Étouvie ⥋ Pôle Jules Verne | Étouvie ⥋ Pôle Jules Verne | Étouvie ⥋ Pôle Jules Verne | Étouvie ⥋ Pôle Jules Verne | Étouvie ⥋ Pôle Jules Verne                                      | Étouvie ⥋ Pôle Jules Verne                    | Étouvie ⥋ Pôle Jules Verne               | Étouvie ⥋ Pôle Jules Verne | Étouvie ⥋ Pôle Jules Verne |
| ----- | --- | -------------------------- | -------------------------- | -------------------------- | --------------------------------------------------------------- | --------------------------------------------- | ---------------------------------------- | -------------------------- | -------------------------- |
| n1    | Ouverture / Fermeture 11 mai 2019 / — | Longueur 15,7 km           | Durée 50-60 min            | Nb. d’arrêts 35 à 37       | Matériel ie tram 18m                                            | Jours de fonctionnement L, Ma, Me, J, V, S, D | Jour / Soir / Nuit / Fêtes O / O / O / O | Voy. / an —                | Exploitant Keolis Amiens   |
| n1    | Desserte : - Communes : Amiens – Longueau – Boves - Principaux lieux desservis : SANEF, Collège Étouvie, Quartier Étouvie, Zone d'activités des Montières, Zoo d'Amiens, Parc de La Hotoie, Maison de la Culture d'Amiens, Mairie d'Amiens, Centre-ville d'Amiens, Palais de Justice d'Amiens, Cathédrale d'Amiens, Beffroi, Lycée Michelis, Cinéma Gaumont Amiens, Gare d'Amiens, CCI Amiens, Tour Perret, Collège Auguste Janvier, Lycée Robert de Luzarches, Collège-Lycée Saint-Riquier, Lycée de l'Acheuléen, Collège Joliot Curie, Mairie de Longueau, Centre Commercial Amiens – Glisy, Pôle Jules Verne. - Arrêts desservis : Étouvie, Martinique, Collège Rosa Parks, Languedoc, Les Coursives, La Fontaine, Place la Barre, Sully, Espace Alliance, Faubourg de Hem, Eglise Saint-Firmin, Zoo d'Amiens, Jean-Jaurès, Saint-Jacques, Maison de la Culture, Hôtel de Ville, Jacobins, Emile Zola, René Goblet, Palais de Justice, Dusevel, Beffroi, Place du Marché, Gare du Nord, Caserne Dejean, Pinceau, Lycée de Luzarches, Eglise Saint-Acheul, Mercey, Sobo, Pont de l'Avre, Cité du Château, La Rose Rouge, Poidevin, Mairie de Longueau, La Fourche, Croix de Fer, Centre Commercial Glisy, Capitaine Némo, Pôle Jules Verne. |                            |                            |                            |                                                                 |                                               |                                          |                            |                            |
| n1    | Autre : - Amplitude horaire et fréquence : - Du lundi au vendredi : de 3h40 à 0h40 avec un bus toutes les 12 minutes en journée. - Du lundi au vendredi pendant les vacances scolaires : de 3h40 à 0h40 avec un bus toutes les 15 minutes en journée. - Samedi : de 4h20 à 0h30 avec un bus toutes les 20 minutes le matin (de 6h à 10h), toutes les 15 minutes le matin (de 10h à 12h) et l'après-midi. - Dimanches et jours fériés : de 6h à 0h30 avec un bus toutes les 60 minutes en journée, toutes les 30 minutes de 17h30 à 19h30. - Date de dernière mise à jour : 28 janvier 2025. |                            |                            |                            |                                                                 |                                               |                                          |                            |                            |
| n1    | Dernière actualisation : — |                            |                            |                            |                                                                 |                                               |                                          |                            |                            |
| n2    | Nemo 2 | Nemo 2                     | Nemo 2                     | Nemo 2                     | Nemo 2                                                          | Nemo 2                                        | Nemo 2                                   | Nemo 2                     | Nemo 2                     |
| n2    | La Paix ⥋ IUT (P+R) |                            |                            |                            |                                                                 |                                               |                                          |                            |                            |
| n2    | Ouverture / Fermeture 11 mai 2019 / — | Longueur —                 | Durée 40 min               | Nb. d’arrêts 26            | Matériel ie tram 18m                                            | Jours de fonctionnement L, Ma, Me, J, V, S, D | Jour / Soir / Nuit / Fêtes O / O / O / O | Voy. / an —                | Exploitant Keolis Amiens   |
| n2    | Desserte : - Communes : Amiens – Salouël - Principaux lieux desservis : Collège Arthur Rimbaud, Collège César Franck, Piscine Le Nautilus, Centre Saint-Victor, Parc Saint-Pierre, Maison des Hortillonnages, Hortillonnages d'Amiens, Gare d'Amiens, CCI Amiens, Tour Perret, Cinéma Gaumont Amiens, Lycée Michelis, Conseil régional des Hauts-de-France (antenne d'Amiens), Cirque Jules Verne, CAF de la Somme, Gare de Saint-Roch, CHU d'Amiens – Hôpital Sud, Université de Picardie Jules Verne, IUT. - Arrêts desservis : I.U.T, Résidence du Thil, Laënnec, CHU Amiens-Picardie, Rotonde, Ambroise Paré, Quatre Lemaire, Libération, Quatre Chênes, Simone Veil, Nicole Fontaine, Cirque Jules Verne, Otages, Gare du Nord, Alsace Lorraine, Hortillonnages, Parc Saint-Pierre, Eloi Morel, Centre Saint-Victor, Stendhal, Balzac, Nautilus, Colvert, Pôle d'Échanges Nord, Chardin, La Paix. |                            |                            |                            |                                                                 |                                               |                                          |                            |                            |
| n2    | Autre : - Amplitude horaire et fréquence : - Du lundi au vendredi : de 3h40 à 0h40 avec un bus toutes les 12 minutes en journée. - Du lundi au vendredi pendant les vacances scolaires : de 3h40 à 0h40 avec un bus toutes les 15 minutes en journée. - Samedi : de 4h10 à 0h30 avec un bus toutes les 20 minutes le matin (de 6h à 10h), toutes les 15 minutes le matin (de 10h à 12h) et l'après-midi. - Dimanches et jours fériés : de 5h50 à 0h30 avec un bus toutes les 60 minutes en journée, toutes les 30 minutes de 18h à 20h. - Date de dernière mise à jour : 28 janvier 2025. |                            |                            |                            |                                                                 |                                               |                                          |                            |                            |
| n2    | Dernière actualisation : — |                            |                            |                            |                                                                 |                                               |                                          |                            |                            |
| n3    | Nemo 3 | Nemo 3                     | Nemo 3                     | Nemo 3                     | Nemo 3                                                          | Nemo 3                                        | Nemo 3                                   | Nemo 3                     | Nemo 3                     |
| n3    | Promenade (P+R) ⥋ Centre Commercial Sud |                            |                            |                            |                                                                 |                                               |                                          |                            |                            |
| n3    | Ouverture / Fermeture 11 mai 2019 / — | Longueur —                 | Durée 35 min               | Nb. d’arrêts 27            | Matériel ie tram 18m                                            | Jours de fonctionnement L, Ma, Me, J, V, S, D | Jour / Soir / Nuit / Fêtes O / O / O / O | Voy. / an —                | Exploitant Keolis Amiens   |
| n3    | Desserte : - Communes : Amiens – Dury - Principaux lieux desservis : Shopping Promenade, Centre commercial Amiens Nord, Lycée Romain Rolland, Pôle d'Échanges Nord, Citadelle d'Amiens, Faculté Saint-Leu, Église Saint-Leu, Lycée Michelis, Cinéma Gaumont Amiens, Gare d'Amiens, CCI Amiens, Tour Perret, Cirque Jules-Verne, Conseil régional des Hauts-de-France (antenne d'Amiens), Collège Saint-Martin, Cité scolaire, La Providence, Stade Moulonguet, Aquapôle, Pôle des cliniques, ZAC de la Vallée des Vignes, Centre Hospitalier Philippe Pinel, Institut médico-éducatif (IME). - Arrêts desservis : Promenade, Centre Commercial Nord, Romain Rolland, Espace Santé, Pôle d'Échanges Nord, Berlioz, Clemenceau, Citadelle François 1er, Citadelle Montrescu, Vogel, UPJV Saint-Leu, Place du Don, Alsace Lorraine, Gare du Nord, Otages, Cirque Jules Verne, Collège Saint-Martin, Delpech, Cité-Providence, Charassain, Aquapôle, Pôle des Cliniques, Georges Beauvais, Espagne, Grèce, I.M.E, Centre Commercial Sud. |                            |                            |                            |                                                                 |                                               |                                          |                            |                            |
| n3    | Autre : - Amplitude horaire et fréquence : - Du lundi au vendredi : de 3h40 à 0h30 avec un bus toutes les 12 minutes en journée. Des renforts scolaires sont organisés entre Gare du Nord et Centre Commercial Sud à certaines heures, pour améliorer la desserte de la Cité Scolaire[réf. nécessaire]. - Du lundi au vendredi pendant les vacances scolaires : de 3h40 à 0h30 avec un bus toutes les 15 minutes en journée. - Samedi : de 4h20 à 0h30 avec un bus toutes les 20 minutes le matin (de 6h à 10h), toutes les 15 minutes le matin (de 10h à 12h) et l'après-midi. - Dimanches et jours fériés : de 6h10 à 0h20 avec un bus toutes les 60 minutes en journée, toutes les 30 minutes de 16h30 à 18h. - Date de dernière mise à jour : 28 janvier 2025. |                            |                            |                            |                                                                 |                                               |                                          |                            |                            |
| n3    | Dernière actualisation : — |                            |                            |                            |                                                                 |                                               |                                          |                            |                            |
| n4    | Nemo 4 | Nemo 4                     | Nemo 4                     | Nemo 4                     | Nemo 4                                                          | Nemo 4                                        | Nemo 4                                   | Nemo 4                     | Nemo 4                     |
| n4    | Pôle Licorne (P+R) ⥋ Longueau SNCF |                            |                            |                            |                                                                 |                                               |                                          |                            |                            |
| n4    | Ouverture / Fermeture 11 mai 2019 / — | Longueur 10,4 km           | Durée 30 min               | Nb. d’arrêts 27 à 29       | Matériel Citaro G Facelift BHNS Citaro G C2 BHNS Crealis 18 GNV | Jours de fonctionnement L, Ma, Me, J, V, S, D | Jour / Soir / Nuit / Fêtes O / O / O / O | Voy. / an —                | Exploitant Keolis Amiens   |
| n4    | Desserte : - Communes : Amiens – Cagny – Longueau - Principaux lieux desservis : Stade de la Licorne, Hippodrome du Petit-Saint-Jean, Gare de Saint-Roch, Esplanade Branly, Maison de la culture, Le Beffroi, Cathédrale Notre-Dame, Centre-ville d'Amiens, Palais de justice, Comédie de Picardie, Hôtel de ville, Tour Perret, Gare d'Amiens, Lycée de Luzarches, Hôtel des Impôts, CFA Picardie, Douanes, Collège Guy Mareschal, IREAM. - Arrêts desservis : Pôle Licorne, Hippodrome, Colbert, Lucien Fournier, Simone Veil, Nicole Fontaine, Hôtel de Ville, Jacobins, Emile Zola, René Goblet, Palais de Justice, Beffroi, Place du Marché, Maison de la Culture, Gare du Nord, Caserne Dejean, Pinceau, Lycée de Luzarches, Mons, 3ème D.I, Hôtel des Impôts, Rollin, Ormaie, Görlitz, Frédéric Mistral, Collège Guy Mareschal, IREAM, Bel Air, Wasse, Place de Cagny, Latapie, Longueau SNCF. |                            |                            |                            |                                                                 |                                               |                                          |                            |                            |
| n4    | Autre : - Amplitude horaire et fréquence : - Du lundi au vendredi : de 4h10 à 23h45 avec un bus toutes les 12 à 15 minutes en journée. - Du lundi au vendredi pendant les vacances scolaires : de 4h30 à 23h45 avec un bus toutes les 15 minutes en journée. - Samedi : de 6h à 23h30 avec un bus toutes les 20 minutes le matin (jusqu'à 10h) et toutes les 15 minutes l'après-midi. - Dimanches et jours fériés : de 8h à 22h45 avec un bus toutes les 60 minutes. - Date de dernière mise à jour : 11 avril 2025. |                            |                            |                            |                                                                 |                                               |                                          |                            |                            |
| n4    | Dernière actualisation : — |                            |                            |                            |                                                                 |                                               |                                          |                            |                            |

#### Lignes de proximité
| Ligne | Caractéristiques | Caractéristiques                                                    | Caractéristiques                                                    | Caractéristiques                                                    | Caractéristiques                                                    | Caractéristiques                                                    | Caractéristiques                                                    | Caractéristiques                                                    | Caractéristiques                                                    |
| L     | Lianes | Lianes                                                              | Lianes                                                              | Lianes                                                              | Lianes                                                              | Lianes                                                              | Lianes                                                              | Lianes                                                              | Lianes                                                              |
| L     | Centre Commercial Nord / Pôle d'Échanges Nord ⥋ CHU Amiens-Picardie | Centre Commercial Nord / Pôle d'Échanges Nord ⥋ CHU Amiens-Picardie | Centre Commercial Nord / Pôle d'Échanges Nord ⥋ CHU Amiens-Picardie | Centre Commercial Nord / Pôle d'Échanges Nord ⥋ CHU Amiens-Picardie | Centre Commercial Nord / Pôle d'Échanges Nord ⥋ CHU Amiens-Picardie | Centre Commercial Nord / Pôle d'Échanges Nord ⥋ CHU Amiens-Picardie | Centre Commercial Nord / Pôle d'Échanges Nord ⥋ CHU Amiens-Picardie | Centre Commercial Nord / Pôle d'Échanges Nord ⥋ CHU Amiens-Picardie | Centre Commercial Nord / Pôle d'Échanges Nord ⥋ CHU Amiens-Picardie |
| ----- | --- | ------------------------------------------------------------------- | ------------------------------------------------------------------- | ------------------------------------------------------------------- | ------------------------------------------------------------------- | ------------------------------------------------------------------- | ------------------------------------------------------------------- | ------------------------------------------------------------------- | ------------------------------------------------------------------- |
| L     | Ouverture / Fermeture 11 mai 2019 / — | Longueur —                                                          | Durée 45 à 65 min                                                   | Nb. d’arrêts 44                                                     | Matériel Crealis 18 GNV Citaro G Facelift BHNS                      | Jours de fonctionnement L, Ma, Me, J, V, S, D                       | Jour / Soir / Nuit / Fêtes O / O / O / O                            | Voy. / an —                                                         | Exploitant Keolis Amiens                                            |
| L     | Desserte : - Communes : Amiens – Salouël - Principaux lieux desservis : Le Colvert, Le Nautilus, Marivaux, la maison d'arrêt, quartier Saint-Pierre, Eglise Saint-Pierre, La Citadelle, Eglise Saint-Leu, UPJV Saint-Leu, Gare d'Amiens, Tour Perret, CCI Amiens, Cirque Jules-Verne, Campus, Université Jules Verne, Résidences Universitaires, CHU d'Amiens – Hôpital Sud. - Arrêts desservis : Centre Commercial Nord, Michel Ange, Fernand Léger, Picasso, Martin du Gard, Watteau, La Paix, Chardin, Pôle d'Échanges Nord, Colvert, Cambrésis, Calmette, Ronsard, Rue d'Allonville, Fénelon, Marivaux, Beaumarchais, Maison d'Arrêt, Voltaire, Jacques Duclos, Roland Douay, Doullens, Eglise Saint-Pierre, Vauban, Citadelle Montrescu, Waide, Eglise Saint-Leu, UPJV Saint-Leu, Place du Don, Alsace Lorraine, Gare du Nord, Otages, Cirque Jules Verne, Nicole Fontaine, Fosse au Lait, Parc de Berny, Debouverie, 14 Juillet, Paul Claudel, Vergers, Résidences Universitaires, Campus, Résidence du Thil, Laënnec, CHU Amiens-Picardie |                                                                     |                                                                     |                                                                     |                                                                     |                                                                     |                                                                     |                                                                     |                                                                     |
| L     | Autre : - Amplitude horaire et fréquence : - Du lundi au vendredi : de 4h10 à 0h10 avec un bus toutes les 15 minutes en journée. - Du lundi au vendredi pendant les vacances scolaires : de 4h10 à 0h10 avec un bus toutes les 15 à 20 minutes en journée. - Samedi : de 5h40 à 0h avec un bus toutes les 20 minutes en journée. - Dimanches et jours fériés : de 7h50 à 23h avec un bus toutes les 60 minutes en journée. - Date de dernière mise à jour : 2 avril 2023. |                                                                     |                                                                     |                                                                     |                                                                     |                                                                     |                                                                     |                                                                     |                                                                     |
| L     | Dernière actualisation : — |                                                                     |                                                                     |                                                                     |                                                                     |                                                                     |                                                                     |                                                                     |                                                                     |
| 5     | ligne 5 | ligne 5                                                             | ligne 5                                                             | ligne 5                                                             | ligne 5                                                             | ligne 5                                                             | ligne 5                                                             | ligne 5                                                             | ligne 5                                                             |
| 5     | Laënnec ⥋ Laënnec (ligne circulaire) |                                                                     |                                                                     |                                                                     |                                                                     |                                                                     |                                                                     |                                                                     |                                                                     |
| 5     | Ouverture / Fermeture 11 mai 2019 / — | Longueur —                                                          | Durée 50 min                                                        | Nb. d’arrêts 41                                                     | Matériel Urbanway 12 GNV Citaro C2 Citaro Facelift BHNS             | Jours de fonctionnement L, Ma, Me, J, V, S, D                       | Jour / Soir / Nuit / Fêtes O / O / N / O                            | Voy. / an —                                                         | Exploitant Keolis Amiens                                            |
| 5     | Desserte : - Communes : Amiens – Salouël - Arrêts desservis : Laënnec, Résidence du Thil, Campus, Jean Moulin, Résidence du Stade, Cité Petit, Victor Magniez, Royal Tank, Forceville, Pagès, Saint-Honoré, Nicole Fontaine, Maison de la Culture, Place du Marché, Vogel, UPJV Saint-Leu, Place du Don, Alsace Lorraine, Gare du Nord, Caserne Dejean, Pinceau, Lycée de Luzarches, Eglise Saint-Acheul, Mercey, Pompiers, Raymond Gourdain, Edmond Rostand, Cité des Castors, Au Gré du Vent, Görlitz, Rue d'Aix, Collège Jean-Marc Laurent, Croix Rompue, Chambre d'Agriculture, Aquapôle, Pôle des Cliniques, Georges Beauvais, Paul Eluard, Paul Claudel, Vergers, Résidences Universitaires. |                                                                     |                                                                     |                                                                     |                                                                     |                                                                     |                                                                     |                                                                     |                                                                     |
| 5     | Autre : - Indice selon le sens de rotation : - 5A : rotation horaire ; - 5B : rotation antihoraire. - Amplitude horaire et fréquence : - Du lundi au vendredi : de 5h40 à 22h10 avec un bus toutes les 20 à 30 minutes en journée. - Samedi : de 7h40 à 22h10 avec un bus toutes les 30 minutes en journée. - Dimanches et jours fériés : de 7h40 à 20h40 avec un bus toutes les 60 minutes en journée. - Date de dernière mise à jour : 31 mars 2023. |                                                                     |                                                                     |                                                                     |                                                                     |                                                                     |                                                                     |                                                                     |                                                                     |
| 5     | Dernière actualisation : — |                                                                     |                                                                     |                                                                     |                                                                     |                                                                     |                                                                     |                                                                     |                                                                     |
| 6     | ligne 6 | ligne 6                                                             | ligne 6                                                             | ligne 6                                                             | ligne 6                                                             | ligne 6                                                             | ligne 6                                                             | ligne 6                                                             | ligne 6                                                             |
| 6     | Görlitz ⥋ Pôle d'Échanges Nord |                                                                     |                                                                     |                                                                     |                                                                     |                                                                     |                                                                     |                                                                     |                                                                     |
| 6     | Ouverture / Fermeture 11 mai 2019 / — | Longueur —                                                          | Durée 30 min                                                        | Nb. d’arrêts 24 à 26                                                | Matériel Urbanway 12 GNV Citaro Facelift BHNS Citaro C2             | Jours de fonctionnement L, Ma, Me, J, V, S, D                       | Jour / Soir / Nuit / Fêtes O / O / N / O                            | Voy. / an —                                                         | Exploitant Keolis Amiens                                            |
| 6     | Desserte : - Commune : Amiens - Principaux lieux desservis : |                                                                     |                                                                     |                                                                     |                                                                     |                                                                     |                                                                     |                                                                     |                                                                     |
| 6     | Autre : - Amplitude horaire et fréquence : - Du lundi au vendredi : de 5h50 à 21h20 avec un bus toutes les 20 à 30 minutes en journée. - Samedi : de 7h55 à 20h30 avec un bus toutes les 30 minutes en journée. - Dimanches et jours fériés : de 7h50 à 20h30 avec un bus toutes les 60 à 70 minutes en journée. - Date de dernière mise à jour : 28 janvier 2025. |                                                                     |                                                                     |                                                                     |                                                                     |                                                                     |                                                                     |                                                                     |                                                                     |
| 6     | Dernière actualisation : — |                                                                     |                                                                     |                                                                     |                                                                     |                                                                     |                                                                     |                                                                     |                                                                     |
| 7     | ligne 7 | ligne 7                                                             | ligne 7                                                             | ligne 7                                                             | ligne 7                                                             | ligne 7                                                             | ligne 7                                                             | ligne 7                                                             | ligne 7                                                             |
| 7     | CHU Amiens-Picardie (sud) ⥋ La Blanche Tâche / Z.A La Blanche Tâche |                                                                     |                                                                     |                                                                     |                                                                     |                                                                     |                                                                     |                                                                     |                                                                     |
| 7     | Ouverture / Fermeture 11 mai 2019 / — | Longueur —                                                          | Durée 60 min                                                        | Nb. d’arrêts 54                                                     | Matériel Urbanway 12 GNV Citaro C2 Citaro Facelift BHNS             | Jours de fonctionnement L, Ma, Me, J, V, S, D                       | Jour / Soir / Nuit / Fêtes O / O / N / O                            | Voy. / an —                                                         | Exploitant Keolis Amiens                                            |
| 7     | Desserte : - Communes : Salouël – Pont-de-Metz – Amiens – Rivery – Camon - Principaux lieux desservis : |                                                                     |                                                                     |                                                                     |                                                                     |                                                                     |                                                                     |                                                                     |                                                                     |
| 7     | Autre : - Amplitude horaire et fréquence : - Du lundi au vendredi : de 5h40 à 20h50 avec un bus toutes les 15 à 30 minutes en journée. - Samedi : de 7h20 à 20h40 avec un bus toutes les 30 minutes. - Dimanches et jours fériés : de 7h30 à 20h30 avec un bus toutes les 60 minutes. - Date de dernière mise à jour : 31 mars 2023. |                                                                     |                                                                     |                                                                     |                                                                     |                                                                     |                                                                     |                                                                     |                                                                     |
| 7     | Dernière actualisation : — |                                                                     |                                                                     |                                                                     |                                                                     |                                                                     |                                                                     |                                                                     |                                                                     |
| 8     | ligne 8 | ligne 8                                                             | ligne 8                                                             | ligne 8                                                             | ligne 8                                                             | ligne 8                                                             | ligne 8                                                             | ligne 8                                                             | ligne 8                                                             |
| 8     | Étouvie ⥋ Gare du Nord |                                                                     |                                                                     |                                                                     |                                                                     |                                                                     |                                                                     |                                                                     |                                                                     |
| 8     | Ouverture / Fermeture 11 mai 2019 / — | Longueur —                                                          | Durée 60 min                                                        | Nb. d’arrêts 42                                                     | Matériel Citaro G Facelift BHNS Urbanway 12 GNV Citaro C2           | Jours de fonctionnement L, Ma, Me, J, V, S                          | Jour / Soir / Nuit / Fêtes O / O / N / N                            | Voy. / an —                                                         | Exploitant Keolis Amiens                                            |
| 8     | Desserte : - Communes : Amiens - Principaux lieux desservis : Étouvie, Espace Industriel Nord, Centre Commercial Nord, Parc Saint-Pierre, Gare d'Amiens. |                                                                     |                                                                     |                                                                     |                                                                     |                                                                     |                                                                     |                                                                     |                                                                     |
| 8     | Autre : - Amplitude horaire et fréquence : - Du lundi au vendredi : de 4h10 à 22h30 avec un bus toutes les 20 à 30 minutes ; seules certaines courses desservent l'arrêt ADAPEI. - Samedi : de 4h10 à 22h30 avec un bus toutes les 60 minutes. - Dimanches et jours fériés : ne circule pas. - Date de dernière mise à jour : 28 janvier 2025. |                                                                     |                                                                     |                                                                     |                                                                     |                                                                     |                                                                     |                                                                     |                                                                     |
| 8     | Dernière actualisation : — |                                                                     |                                                                     |                                                                     |                                                                     |                                                                     |                                                                     |                                                                     |                                                                     |
| 9     | ligne 9 | ligne 9                                                             | ligne 9                                                             | ligne 9                                                             | ligne 9                                                             | ligne 9                                                             | ligne 9                                                             | ligne 9                                                             | ligne 9                                                             |
| 9     | Vers-sur-Selle / Laënnec ⥋ La Haute Borne / Allonville |                                                                     |                                                                     |                                                                     |                                                                     |                                                                     |                                                                     |                                                                     |                                                                     |
| 9     | Ouverture / Fermeture 11 mai 2019 / — | Longueur —                                                          | Durée 50 / 70 min                                                   | Nb. d’arrêts 42 / 56                                                | Matériel Citaro C2 Urbanway 12 GNV Citaro Facelift BHNS             | Jours de fonctionnement L, Ma, Me, J, V, S, D                       | Jour / Soir / Nuit / Fêtes O / O / N / O                            | Voy. / an —                                                         | Exploitant Keolis Amiens                                            |
| 9     | Desserte : - Communes : Vers-sur-Selle – Salouël – Pont-de-Metz – Amiens – Rivery – Camon – Allonville - Principaux lieux desservis : |                                                                     |                                                                     |                                                                     |                                                                     |                                                                     |                                                                     |                                                                     |                                                                     |
| 9     | Autre : - Amplitude horaire et fréquence : - Du lundi au vendredi : de 5h40 à 20h50 avec un bus toutes les 30 à 60 minutes en journée. - Samedi : de 7h15 à 20h40 avec un bus toutes les 60 minutes. - Dimanches et jours fériés : de 8h10 à 20h10 avec un bus toutes les 60 minutes. - Particularités : dans les deux sens, du lundi au samedi, certaines courses effectuent le parcours complet entre Vers-sur-Selle et Allonville ; dans le cas contraire, les extrémités encadrant le parcours standard (Laënnec – La Haute Borne) sont disponibles sur réservation. - Date de dernière mise à jour : 31 mars 2023. |                                                                     |                                                                     |                                                                     |                                                                     |                                                                     |                                                                     |                                                                     |                                                                     |
| 9     | Dernière actualisation : — |                                                                     |                                                                     |                                                                     |                                                                     |                                                                     |                                                                     |                                                                     |                                                                     |
| 10    | ligne 10 | ligne 10                                                            | ligne 10                                                            | ligne 10                                                            | ligne 10                                                            | ligne 10                                                            | ligne 10                                                            | ligne 10                                                            | ligne 10                                                            |
| 10    | Boves Manasses Barbier / Centre Commercial Glisy ⥋ CHU Amiens-Picardie |                                                                     |                                                                     |                                                                     |                                                                     |                                                                     |                                                                     |                                                                     |                                                                     |
| 10    | Ouverture / Fermeture 11 mai 2019 / — | Longueur 24,5 km                                                    | Durée 50 à 65 min                                                   | Nb. d’arrêts 38 / 46                                                | Matériel Urbanway 12 GNV Citaro Facelift Citaro C2                  | Jours de fonctionnement L, Ma, Me, J, V, S                          | Jour / Soir / Nuit / Fêtes O / O / N / O                            | Voy. / an —                                                         | Exploitant Keolis Amiens                                            |
| 10    | Desserte : - Communes : Salouël – Dury – Amiens – Cagny – Longueau – Glisy – Boves – Glisy - Principaux lieux desservis : |                                                                     |                                                                     |                                                                     |                                                                     |                                                                     |                                                                     |                                                                     |                                                                     |
| 10    | Autre : - Amplitude horaire et fréquence : - Du lundi au vendredi : de 6h10 à 20h10 avec un bus toutes les 30 à 60 minutes. - Samedi : de 7h40 à 20h30 avec un bus toutes les 60 minutes. - Particularité : dans les deux sens, du lundi au vendredi en période scolaire, certaines courses aux heures de pointe commencent (3 départs) ou sont prolongées (4 départs) à Boves Manasses Barbier. - Date de dernière mise à jour : 28 janvier 2025. |                                                                     |                                                                     |                                                                     |                                                                     |                                                                     |                                                                     |                                                                     |                                                                     |
| 10    | Dernière actualisation : — |                                                                     |                                                                     |                                                                     |                                                                     |                                                                     |                                                                     |                                                                     |                                                                     |
| 11    | ligne 11 | ligne 11                                                            | ligne 11                                                            | ligne 11                                                            | ligne 11                                                            | ligne 11                                                            | ligne 11                                                            | ligne 11                                                            | ligne 11                                                            |
| 11    | Saleux ⥋ Étouvie |                                                                     |                                                                     |                                                                     |                                                                     |                                                                     |                                                                     |                                                                     |                                                                     |
| 11    | Ouverture / Fermeture 11 mai 2019 / — | Longueur —                                                          | Durée 55 min                                                        | Nb. d’arrêts 54                                                     | Matériel Citaro Facelift BHNS Urbanway 12 GNV Citaro C2             | Jours de fonctionnement L, Ma, Me, J, V, S, D                       | Jour / Soir / Nuit / Fêtes O / O / N / N                            | Voy. / an —                                                         | Exploitant Keolis Amiens                                            |
| 11    | Desserte : - Communes : Saleux – Salouël – Amiens - Principaux lieux desservis : |                                                                     |                                                                     |                                                                     |                                                                     |                                                                     |                                                                     |                                                                     |                                                                     |
| 11    | Autre : - Amplitude horaire et fréquence : - Du lundi au vendredi : de 6h à 20h avec un bus toutes les 30 à 40 minutes ; un aller-retour est limité au parcours entre Gare du Nord et Étouvie. - Samedi : de 6h à 18h50 avec un bus toutes les 70 minutes. - Dimanches et jours fériés : passage toutes les 90 minutes, de 9h à 19h ; réservation obligatoire. - Date de dernière mise à jour : 28 janvier 2025. |                                                                     |                                                                     |                                                                     |                                                                     |                                                                     |                                                                     |                                                                     |                                                                     |
| 11    | Dernière actualisation : — |                                                                     |                                                                     |                                                                     |                                                                     |                                                                     |                                                                     |                                                                     |                                                                     |
| 12    | ligne 12 | ligne 12                                                            | ligne 12                                                            | ligne 12                                                            | ligne 12                                                            | ligne 12                                                            | ligne 12                                                            | ligne 12                                                            | ligne 12                                                            |
| 12    | Sains-en-Amiénois ⥋ Bertangles |                                                                     |                                                                     |                                                                     |                                                                     |                                                                     |                                                                     |                                                                     |                                                                     |
| 12    | Ouverture / Fermeture 11 mai 2019 / — | Longueur 30,3 km                                                    | Durée 65-90 min                                                     | Nb. d’arrêts 55                                                     | Matériel Citaro Facelift BHNS Citaro C2 Urbanway 12 GNV             | Jours de fonctionnement L, Ma, Me, J, V, S                          | Jour / Soir / Nuit / Fêtes O / O / N / N                            | Voy. / an —                                                         | Exploitant Keolis Amiens                                            |
| 12    | Desserte : - Communes : Sains-en-Amiénois – Saint-Fuscien – Amiens – Rivery – Poulainville – Bertangles - Principaux lieux desservis : |                                                                     |                                                                     |                                                                     |                                                                     |                                                                     |                                                                     |                                                                     |                                                                     |
| 12    | Autre : - Amplitude horaire et fréquence : - Du lundi au vendredi : de 7h à 18h30 avec 8 allers-retours par jour. - Samedi : de 8h05 à 20h30 avec un bus toutes les 60 à 90 minutes. - Dimanches et jours fériés : ne circule pas. - Particularité : du lundi au vendredi, certaines courses sont assurées à la demande en plus des 8 allers-retours. - Date de dernière mise à jour : 28 janvier 2025. |                                                                     |                                                                     |                                                                     |                                                                     |                                                                     |                                                                     |                                                                     |                                                                     |
| 12    | Dernière actualisation : — |                                                                     |                                                                     |                                                                     |                                                                     |                                                                     |                                                                     |                                                                     |                                                                     |
| 13    | ligne 13 | ligne 13                                                            | ligne 13                                                            | ligne 13                                                            | ligne 13                                                            | ligne 13                                                            | ligne 13                                                            | ligne 13                                                            | ligne 13                                                            |
| 13    | Centre Commercial Glisy ⥋ Gare du Nord |                                                                     |                                                                     |                                                                     |                                                                     |                                                                     |                                                                     |                                                                     |                                                                     |
| 13    | Ouverture / Fermeture 11 mai 2019 / — | Longueur 16 km                                                      | Durée 35 min                                                        | Nb. d’arrêts 31                                                     | Matériel Citaro C2 Urbanway 12 GNV Citaro Facelift BHNS             | Jours de fonctionnement L, Ma, Me, J, V, S, D                       | Jour / Soir / Nuit / Fêtes O / O / N / O                            | Voy. / an —                                                         | Exploitant Keolis Amiens                                            |
| 13    | Desserte : - Communes : Glisy – Boves – Cagny – Amiens - Principaux lieux desservis : |                                                                     |                                                                     |                                                                     |                                                                     |                                                                     |                                                                     |                                                                     |                                                                     |
| 13    | Autre : - Amplitude horaire et fréquence : - Du lundi au vendredi : de 5h à 21h30 avec un bus toutes les 60 minutes. - Samedi : de 5h à 20h avec un bus toutes les 60 minutes. - Dimanches et jours fériés : 2 allers-retours ; allers à 7h et 20h45 (départ Gare du Nord), retours à 6h11 et 21h (départ Centre Commercial Glisy). - Date de dernière mise à jour : 28 janvier 2025. |                                                                     |                                                                     |                                                                     |                                                                     |                                                                     |                                                                     |                                                                     |                                                                     |
| 13    | Dernière actualisation : — |                                                                     |                                                                     |                                                                     |                                                                     |                                                                     |                                                                     |                                                                     |                                                                     |
| 14    | ligne 14 | ligne 14                                                            | ligne 14                                                            | ligne 14                                                            | ligne 14                                                            | ligne 14                                                            | ligne 14                                                            | ligne 14                                                            | ligne 14                                                            |
| 14    | Petit Blangy ⥋ Gare du Nord |                                                                     |                                                                     |                                                                     |                                                                     |                                                                     |                                                                     |                                                                     |                                                                     |
| 14    | Ouverture / Fermeture 11 mai 2019 / — | Longueur —                                                          | Durée 37 à 41 min                                                   | Nb. d’arrêts 25                                                     | Matériel Citaro Facelift BHNS                                       | Jours de fonctionnement L, Ma, Me, J, V, S                          | Jour / Soir / Nuit / Fêtes O / N / N / N                            | Voy. / an —                                                         | Exploitant Keolis Amiens                                            |
| 14    | Desserte : - Communes : Blangy-Tronville – Glisy – Boves – Longueau – Amiens - Principaux lieux desservis : |                                                                     |                                                                     |                                                                     |                                                                     |                                                                     |                                                                     |                                                                     |                                                                     |
| 14    | Autre : - Amplitude horaire et fréquence : - Du lundi au vendredi : de 7h à 18h avec 6 allers-retours. - Samedi : 2 allers-retours. - Dimanches et jours fériés : ne circule pas. - Particularité : dans les deux sens, certaines courses sont effectuées uniquement sur réservation en plus de celles déjà prévues. - Date de dernière mise à jour : 28 janvier 2025. |                                                                     |                                                                     |                                                                     |                                                                     |                                                                     |                                                                     |                                                                     |                                                                     |
| 14    | Dernière actualisation : — |                                                                     |                                                                     |                                                                     |                                                                     |                                                                     |                                                                     |                                                                     |                                                                     |
| 15    | ligne 15 | ligne 15                                                            | ligne 15                                                            | ligne 15                                                            | ligne 15                                                            | ligne 15                                                            | ligne 15                                                            | ligne 15                                                            | ligne 15                                                            |
| 15    | Gare du Nord ⥋ Dury |                                                                     |                                                                     |                                                                     |                                                                     |                                                                     |                                                                     |                                                                     |                                                                     |
| 15    | Ouverture / Fermeture 11 mai 2019 / — | Longueur 8,3 km                                                     | Durée 30 min                                                        | Nb. d’arrêts 15                                                     | Matériel Citaro Facelift BHNS Urbanway 12 GNV                       | Jours de fonctionnement L, Ma, Me, J, V, S                          | Jour / Soir / Nuit / Fêtes O / N / N / N                            | Voy. / an —                                                         | Exploitant Keolis Amiens                                            |
| 15    | Desserte : - Communes : Dury – Amiens - Principaux lieux desservis : |                                                                     |                                                                     |                                                                     |                                                                     |                                                                     |                                                                     |                                                                     |                                                                     |
| 15    | Autre : - Amplitude horaire et fréquence : - Du lundi au vendredi : de 6h30 à 19h50 avec un bus toutes les 50 à 60 minutes. - Samedi : de 7h55 à 20h21 avec un bus toutes les 50 à 70 minutes. - Dimanches et jours fériés : ne circule pas. - Date de dernière mise à jour : 28 janvier 2025. |                                                                     |                                                                     |                                                                     |                                                                     |                                                                     |                                                                     |                                                                     |                                                                     |
| 15    | Dernière actualisation : — |                                                                     |                                                                     |                                                                     |                                                                     |                                                                     |                                                                     |                                                                     |                                                                     |
| 16    | ligne 16 | ligne 16                                                            | ligne 16                                                            | ligne 16                                                            | ligne 16                                                            | ligne 16                                                            | ligne 16                                                            | ligne 16                                                            | ligne 16                                                            |
| 16    | Gare du Nord ⥋ Saveuse |                                                                     |                                                                     |                                                                     |                                                                     |                                                                     |                                                                     |                                                                     |                                                                     |
| 16    | Ouverture / Fermeture 11 mai 2019 / — | Longueur —                                                          | Durée 30 min                                                        | Nb. d’arrêts 36                                                     | Matériel Citaro Facelift Citaro C2 Urbanway 12 GNV                  | Jours de fonctionnement L, Ma, Me, J, V, S                          | Jour / Soir / Nuit / Fêtes O / N / N / N                            | Voy. / an —                                                         | Exploitant Keolis Amiens                                            |
| 16    | Desserte : - Communes : Saveuse – Dreuil-lès-Amiens – Amiens - Principaux lieux desservis : |                                                                     |                                                                     |                                                                     |                                                                     |                                                                     |                                                                     |                                                                     |                                                                     |
| 16    | Autre : - Amplitude horaire et fréquence : - Du lundi au vendredi : de 7h à 20h30 avec un bus toutes les 60 minutes. - Samedi : de 7h à 20h30 avec un bus toutes les 90 minutes environ. - Dimanches et jours fériés : ne circule pas. - Des horaires spécifiques s'appliquent pendant les vacances scolaires. - Date de dernière mise à jour : 30 juin 2019. |                                                                     |                                                                     |                                                                     |                                                                     |                                                                     |                                                                     |                                                                     |                                                                     |
| 16    | Dernière actualisation : — |                                                                     |                                                                     |                                                                     |                                                                     |                                                                     |                                                                     |                                                                     |                                                                     |
| C♡    | Cœur de Ville | Cœur de Ville                                                       | Cœur de Ville                                                       | Cœur de Ville                                                       | Cœur de Ville                                                       | Cœur de Ville                                                       | Cœur de Ville                                                       | Cœur de Ville                                                       | Cœur de Ville                                                       |
| C♡    | Gare du Nord ⥋ Gare du Nord (ligne circulaire) |                                                                     |                                                                     |                                                                     |                                                                     |                                                                     |                                                                     |                                                                     |                                                                     |
| C♡    | Ouverture / Fermeture 11 mai 2019 / — | Longueur —                                                          | Durée 25 min                                                        | Nb. d’arrêts 14                                                     | Matériel Gruau Microbus                                             | Jours de fonctionnement L, Ma, Me, J, V, S                          | Jour / Soir / Nuit / Fêtes O / N / N / N                            | Voy. / an —                                                         | Exploitant Keolis Amiens                                            |
| C♡    | Desserte : - Commune : Amiens - Principaux lieux desservis : Cinéma Gaumont Amiens, Gare d'Amiens, CCI Amiens, Tour Perret, Cirque Jules Verne, Conseil régional des Hauts-de-France (antenne d'Amiens), Musée de Picardie, Conseil départemental de la Somme, Préfecture de la Somme, CAF de la Somme, Maison de la culture d'Amiens, Beffroi, Mairie d'Amiens, Palais de Justice, Lycée Saint-Rémi, Cathédrale d'Amiens. |                                                                     |                                                                     |                                                                     |                                                                     |                                                                     |                                                                     |                                                                     |                                                                     |
| C♡    | Autre : - Amplitude horaire et fréquence : de 9 h à 18 h 30 avec un bus toutes les 30 min. - Particularités : ligne de type navette, circulant uniquement dans le sens antihoraire ; service gratuit. - Date de dernière mise à jour : 5 janvier 2023. |                                                                     |                                                                     |                                                                     |                                                                     |                                                                     |                                                                     |                                                                     |                                                                     |
| C♡    | Dernière actualisation : — |                                                                     |                                                                     |                                                                     |                                                                     |                                                                     |                                                                     |                                                                     |                                                                     |

#### Lignes Tempo
| Ligne | Caractéristiques | Caractéristiques    | Caractéristiques    | Caractéristiques     | Caractéristiques    | Caractéristiques                           | Caractéristiques                         | Caractéristiques    | Caractéristiques         |
| T31   | Tempo 31 | Tempo 31            | Tempo 31            | Tempo 31             | Tempo 31            | Tempo 31                                   | Tempo 31                                 | Tempo 31            | Tempo 31                 |
| T31   | Gare du Nord ⥋ AFPA | Gare du Nord ⥋ AFPA | Gare du Nord ⥋ AFPA | Gare du Nord ⥋ AFPA  | Gare du Nord ⥋ AFPA | Gare du Nord ⥋ AFPA                        | Gare du Nord ⥋ AFPA                      | Gare du Nord ⥋ AFPA | Gare du Nord ⥋ AFPA      |
| ----- | --- | ------------------- | ------------------- | -------------------- | ------------------- | ------------------------------------------ | ---------------------------------------- | ------------------- | ------------------------ |
| T31   | Ouverture / Fermeture 11 mai 2019 / juillet 2024 | Longueur —          | Durée 13 min        | Nb. d’arrêts 2       | Matériel —          | Jours de fonctionnement D                  | Jour / Soir / Nuit / Fêtes O / N / N / O | Voy. / an —         | Exploitant Keolis Amiens |
| T31   | Desserte : - Commune : Amiens - Principaux lieux desservis : Gare d'Amiens, Zone Industrielle Nord |                     |                     |                      |                     |                                            |                                          |                     |                          |
| T31   | Autre : - Amplitude horaire et fréquence : - Particularités : depuis le 4 septembre 2023, fonctionnait uniquement le dimanche et à la demande ; ne circulait pas pendant les vacances scolaires. Service suspendu lors de la refonte du réseau Tempo pour la rentrée 2024. - Date de dernière mise à jour : 28 août 2024. |                     |                     |                      |                     |                                            |                                          |                     |                          |
| T31   | Dernière actualisation : — |                     |                     |                      |                     |                                            |                                          |                     |                          |
| T33   | Tempo 33 | Tempo 33            | Tempo 33            | Tempo 33             | Tempo 33            | Tempo 33                                   | Tempo 33                                 | Tempo 33            | Tempo 33                 |
| T33   | Roland Douay ⥋ Chardin (Collège Arthur Rimbaud) |                     |                     |                      |                     |                                            |                                          |                     |                          |
| T33   | Ouverture / Fermeture 13 mai 2019 / — | Longueur 1,8 km     | Durée 10 min        | Nb. d’arrêts 5       | Matériel —          | Jours de fonctionnement L, Ma, Me, J, V    | Jour / Soir / Nuit / Fêtes O / N / N / N | Voy. / an —         | Exploitant Transdev CAP  |
| T33   | Desserte : - Commune : Amiens - Principaux lieux desservis : |                     |                     |                      |                     |                                            |                                          |                     |                          |
| T33   | Autre : - Amplitude horaire et fréquence : un aller-retour quotidien, le retour ayant un horaire qui diffère selon le jour de la semaine. - Particularité : ne circule pas pendant les vacances scolaires. - Date de dernière mise à jour : 25 septembre 2024.                                                            |                     |                     |                      |                     |                                            |                                          |                     |                          |
| T33   | Dernière actualisation : — |                     |                     |                      |                     |                                            |                                          |                     |                          |
| T36   | Tempo 36 | Tempo 36            | Tempo 36            | Tempo 36             | Tempo 36            | Tempo 36                                   | Tempo 36                                 | Tempo 36            | Tempo 36                 |
| T36   | Vers-sur-Selle ⥋ Collège Jean-Marc Laurent / Cité-Providence |                     |                     |                      |                     |                                            |                                          |                     |                          |
| T36   | Ouverture / Fermeture 13 mai 2019 / — | Longueur —          | Durée 25 / 35 min   | Nb. d’arrêts 11 / 13 | Matériel —          | Jours de fonctionnement L, Ma, Me, J, V    | Jour / Soir / Nuit / Fêtes O / N / N / N | Voy. / an —         | Exploitant Transdev CAP  |
| T36   | Desserte : - Communes : Vers-sur-Selle – Saleux – Salouël – Amiens - Principaux lieux desservis : |                     |                     |                      |                     |                                            |                                          |                     |                          |
| T36   | Autre : - Amplitude horaire et fréquence : - Particularité : ne circule pas pendant les vacances scolaires. - Date de dernière mise à jour : 5 septembre 2024. |                     |                     |                      |                     |                                            |                                          |                     |                          |
| T36   | Dernière actualisation : — |                     |                     |                      |                     |                                            |                                          |                     |                          |
| T37   | Tempo 37 | Tempo 37            | Tempo 37            | Tempo 37             | Tempo 37            | Tempo 37                                   | Tempo 37                                 | Tempo 37            | Tempo 37                 |
| T37   | Le Ramponneau ⥋ Collège Jules Verne |                     |                     |                      |                     |                                            |                                          |                     |                          |
| T37   | Ouverture / Fermeture 13 mai 2019 / — | Longueur —          | Durée 15 min        | Nb. d’arrêts 9       | Matériel —          | Jours de fonctionnement L, Ma, Me, J, V    | Jour / Soir / Nuit / Fêtes O / N / N / N | Voy. / an —         | Exploitant Transdev CAP  |
| T37   | Desserte : - Communes : Poulainville – Amiens – Rivery - Principaux lieux desservis : |                     |                     |                      |                     |                                            |                                          |                     |                          |
| T37   | Autre : - Amplitude horaire et fréquence : - Particularité : ne circule pas pendant les vacances scolaires. - Date de dernière mise à jour : 5 septembre 2024. |                     |                     |                      |                     |                                            |                                          |                     |                          |
| T37   | Dernière actualisation : — |                     |                     |                      |                     |                                            |                                          |                     |                          |
| T38   | Tempo 38 | Tempo 38            | Tempo 38            | Tempo 38             | Tempo 38            | Tempo 38                                   | Tempo 38                                 | Tempo 38            | Tempo 38                 |
| T38   | Boves Manasses Barbier ⥋ Collège Joliot Curie |                     |                     |                      |                     |                                            |                                          |                     |                          |
| T38   | Ouverture / Fermeture 13 mai 2019 / — | Longueur —          | Durée 20 min        | Nb. d’arrêts 9       | Matériel —          | Jours de fonctionnement L, Ma, Me, J, V    | Jour / Soir / Nuit / Fêtes O / N / N / N | Voy. / an —         | Exploitant Transdev CAP  |
| T38   | Desserte : - Communes : Boves – Longueau - Principaux lieux desservis : |                     |                     |                      |                     |                                            |                                          |                     |                          |
| T38   | Autre : - Amplitude horaire et fréquence : - Particularité : ne circule pas pendant les vacances scolaires. - Date de dernière mise à jour : 5 septembre 2024. |                     |                     |                      |                     |                                            |                                          |                     |                          |
| T38   | Dernière actualisation : — |                     |                     |                      |                     |                                            |                                          |                     |                          |
| T39   | Tempo 39 | Tempo 39            | Tempo 39            | Tempo 39             | Tempo 39            | Tempo 39                                   | Tempo 39                                 | Tempo 39            | Tempo 39                 |
| T39   | Gare du Nord ⥋ Lycée du Paraclet |                     |                     |                      |                     |                                            |                                          |                     |                          |
| T39   | Ouverture / Fermeture 13 mai 2019 / — | Longueur —          | Durée 30 min        | Nb. d’arrêts 7       | Matériel —          | Jours de fonctionnement L, Ma, Me, J, V    | Jour / Soir / Nuit / Fêtes O / N / N / N | Voy. / an —         | Exploitant Transdev CAP  |
| T39   | Desserte : - Communes : Amiens – Longueau – Cagny – Boves - Principaux lieux desservis : |                     |                     |                      |                     |                                            |                                          |                     |                          |
| T39   | Autre : - Amplitude horaire et fréquence : - Particularité : ne circule pas pendant les vacances scolaires. - Date de dernière mise à jour : 5 septembre 2024. |                     |                     |                      |                     |                                            |                                          |                     |                          |
| T39   | Dernière actualisation : — |                     |                     |                      |                     |                                            |                                          |                     |                          |
| T40   | Tempo 40 | Tempo 40            | Tempo 40            | Tempo 40             | Tempo 40            | Tempo 40                                   | Tempo 40                                 | Tempo 40            | Tempo 40                 |
| T40   | Saleux ⥋ Collège Jean-Marc Laurent |                     |                     |                      |                     |                                            |                                          |                     |                          |
| T40   | Ouverture / Fermeture 13 mai 2019 / — | Longueur —          | Durée 40 min        | Nb. d’arrêts 21      | Matériel —          | Jours de fonctionnement L, Ma, Me, J, V    | Jour / Soir / Nuit / Fêtes O / N / N / N | Voy. / an —         | Exploitant Transdev CAP  |
| T40   | Desserte : - Communes : Amiens – Saleux – Salouël – Pont-de-Metz – Dury - Principaux lieux desservis : |                     |                     |                      |                     |                                            |                                          |                     |                          |
| T40   | Autre : - Amplitude horaire et fréquence : - Particularité : ne circule pas pendant les vacances scolaires. - Date de dernière mise à jour : 5 septembre 2024. |                     |                     |                      |                     |                                            |                                          |                     |                          |
| T40   | Dernière actualisation : — |                     |                     |                      |                     |                                            |                                          |                     |                          |
| T41   | Tempo 41 | Tempo 41            | Tempo 41            | Tempo 41             | Tempo 41            | Tempo 41                                   | Tempo 41                                 | Tempo 41            | Tempo 41                 |
| T41   | Nicole Fontaine ⥋ La Providence |                     |                     |                      |                     |                                            |                                          |                     |                          |
| T41   | Ouverture / Fermeture 13 mai 2019 / — | Longueur —          | Durée 27 min        | Nb. d’arrêts 16      | Matériel —          | Jours de fonctionnement L, Ma, Me, J, V    | Jour / Soir / Nuit / Fêtes O / N / N / N | Voy. / an —         | Exploitant Transdev CAP  |
| T41   | Desserte : - Communes : Amiens – Salouël - Principaux lieux desservis : |                     |                     |                      |                     |                                            |                                          |                     |                          |
| T41   | Autre : - Amplitude horaire et fréquence : - Particularité : ne circule pas pendant les vacances scolaires. - Date de dernière mise à jour : 5 septembre 2024. |                     |                     |                      |                     |                                            |                                          |                     |                          |
| T41   | Dernière actualisation : — |                     |                     |                      |                     |                                            |                                          |                     |                          |
| T42   | Tempo 42 | Tempo 42            | Tempo 42            | Tempo 42             | Tempo 42            | Tempo 42                                   | Tempo 42                                 | Tempo 42            | Tempo 42                 |
| T42   | Gutenberg ⥋ Collège Édouard Lucas |                     |                     |                      |                     |                                            |                                          |                     |                          |
| T42   | Ouverture / Fermeture 13 mai 2019 / — | Longueur —          | Durée 18 min        | Nb. d’arrêts 13      | Matériel —          | Jours de fonctionnement L, Ma, Me, J, V    | Jour / Soir / Nuit / Fêtes O / N / N / N | Voy. / an —         | Exploitant Transdev CAP  |
| T42   | Desserte : - Commune : Amiens - Principaux lieux desservis : |                     |                     |                      |                     |                                            |                                          |                     |                          |
| T42   | Autre : - Amplitude horaire et fréquence : - Particularité : ne circule pas pendant les vacances scolaires. - Date de dernière mise à jour : 5 septembre 2024. |                     |                     |                      |                     |                                            |                                          |                     |                          |
| T42   | Dernière actualisation : — |                     |                     |                      |                     |                                            |                                          |                     |                          |
| T43   | Tempo 43 | Tempo 43            | Tempo 43            | Tempo 43             | Tempo 43            | Tempo 43                                   | Tempo 43                                 | Tempo 43            | Tempo 43                 |
| T43   | Général Foy ⥋ Collège Édouard Lucas |                     |                     |                      |                     |                                            |                                          |                     |                          |
| T43   | Ouverture / Fermeture 13 mai 2019 / — | Longueur —          | Durée 13 min        | Nb. d’arrêts 10      | Matériel —          | Jours de fonctionnement L, Ma, Me, J, V    | Jour / Soir / Nuit / Fêtes O / N / N / N | Voy. / an —         | Exploitant Transdev CAP  |
| T43   | Desserte : - Commune : Amiens - Principaux lieux desservis : |                     |                     |                      |                     |                                            |                                          |                     |                          |
| T43   | Autre : - Amplitude horaire et fréquence : - Particularité : ne circule pas pendant les vacances scolaires. - Date de dernière mise à jour : 5 septembre 2024. |                     |                     |                      |                     |                                            |                                          |                     |                          |
| T43   | Dernière actualisation : — |                     |                     |                      |                     |                                            |                                          |                     |                          |
| T44   | Tempo 44 | Tempo 44            | Tempo 44            | Tempo 44             | Tempo 44            | Tempo 44                                   | Tempo 44                                 | Tempo 44            | Tempo 44                 |
| T44   | Pont-de-Metz ⥋ Cité-Providence / Collège Jean-Marc Laurent |                     |                     |                      |                     |                                            |                                          |                     |                          |
| T44   | Ouverture / Fermeture 13 mai 2019 / — | Longueur —          | Durée 38 / 30 min   | Nb. d’arrêts 17 / 17 | Matériel —          | Jours de fonctionnement L, Ma, Me, J, V    | Jour / Soir / Nuit / Fêtes O / N / N / N | Voy. / an —         | Exploitant Transdev CAP  |
| T44   | Desserte : - Communes : Amiens – Pont-de-Metz - Principaux lieux desservis : |                     |                     |                      |                     |                                            |                                          |                     |                          |
| T44   | Autre : - Amplitude horaire et fréquence : - Particularité : ne circule pas pendant les vacances scolaires. - Date de dernière mise à jour : 5 septembre 2024. |                     |                     |                      |                     |                                            |                                          |                     |                          |
| T44   | Dernière actualisation : — |                     |                     |                      |                     |                                            |                                          |                     |                          |
| T45   | Tempo 45 | Tempo 45            | Tempo 45            | Tempo 45             | Tempo 45            | Tempo 45                                   | Tempo 45                                 | Tempo 45            | Tempo 45                 |
| T45   | Pierre Corneille ⥋ Lycée La Hotoie |                     |                     |                      |                     |                                            |                                          |                     |                          |
| T45   | Ouverture / Fermeture 13 mai 2019 / — | Longueur —          | Durée 20-22 min     | Nb. d’arrêts 13      | Matériel —          | Jours de fonctionnement L, Ma, Me, J, V    | Jour / Soir / Nuit / Fêtes O / N / N / N | Voy. / an —         | Exploitant Transdev CAP  |
| T45   | Desserte : - Commune : Amiens - Principaux lieux desservis : |                     |                     |                      |                     |                                            |                                          |                     |                          |
| T45   | Autre : - Amplitude horaire et fréquence : - Particularité : ne circule pas pendant les vacances scolaires. - Date de dernière mise à jour : 5 septembre 2024. |                     |                     |                      |                     |                                            |                                          |                     |                          |
| T45   | Dernière actualisation : — |                     |                     |                      |                     |                                            |                                          |                     |                          |
| T47   | Tempo 47 | Tempo 47            | Tempo 47            | Tempo 47             | Tempo 47            | Tempo 47                                   | Tempo 47                                 | Tempo 47            | Tempo 47                 |
| T47   | Camon Miroir ⥋ Collège Jules Verne |                     |                     |                      |                     |                                            |                                          |                     |                          |
| T47   | Ouverture / Fermeture 13 mai 2019 / — | Longueur —          | Durée 20-22 min     | Nb. d’arrêts 13      | Matériel —          | Jours de fonctionnement L, Ma, Me, J, V    | Jour / Soir / Nuit / Fêtes O / N / N / N | Voy. / an —         | Exploitant Transdev CAP  |
| T47   | Desserte : - Communes : Camon – Rivery - Principaux lieux desservis : |                     |                     |                      |                     |                                            |                                          |                     |                          |
| T47   | Autre : - Amplitude horaire et fréquence : - Particularité : ne circule pas pendant les vacances scolaires. - Date de dernière mise à jour : 5 septembre 2024. |                     |                     |                      |                     |                                            |                                          |                     |                          |
| T47   | Dernière actualisation : — |                     |                     |                      |                     |                                            |                                          |                     |                          |
| T49   | Tempo 49 | Tempo 49            | Tempo 49            | Tempo 49             | Tempo 49            | Tempo 49                                   | Tempo 49                                 | Tempo 49            | Tempo 49                 |
| T49   | Mairie de Guignemicourt ⥋ Gare du Nord |                     |                     |                      |                     |                                            |                                          |                     |                          |
| T49   | Ouverture / Fermeture 11 mai 2019 / — | Longueur —          | Durée 60 min        | Nb. d’arrêts 21 / 22 | Matériel —          | Jours de fonctionnement L, Ma, Me, J, V, S | Jour / Soir / Nuit / Fêtes O / N / N / N | Voy. / an —         | Exploitant Transdev CAP  |
| T49   | Desserte : - Communes : Guignemicourt – Clairy-Saulchoix – Creuse – Saleux – Salouël – Amiens - Principaux lieux desservis : |                     |                     |                      |                     |                                            |                                          |                     |                          |
| T49   | Autre : - Amplitude horaire et fréquence : - Particularités : l'arrêt Collège Sagebien n'est pas desservi par certaines courses, notamment le samedi ; la ligne ne circule pas pendant les vacances scolaires. - Date de dernière mise à jour : 5 septembre 2024.                                                         |                     |                     |                      |                     |                                            |                                          |                     |                          |
| T49   | Dernière actualisation : — |                     |                     |                      |                     |                                            |                                          |                     |                          |

#### Lignes Resago
| Ligne | Caractéristiques | Caractéristiques           | Caractéristiques           | Caractéristiques           | Caractéristiques           | Caractéristiques                              | Caractéristiques                         | Caractéristiques           | Caractéristiques           |
| R61   | Resago 61 | Resago 61                  | Resago 61                  | Resago 61                  | Resago 61                  | Resago 61                                     | Resago 61                                | Resago 61                  | Resago 61                  |
| R61   | Gare du Nord ⥋ Remiencourt | Gare du Nord ⥋ Remiencourt | Gare du Nord ⥋ Remiencourt | Gare du Nord ⥋ Remiencourt | Gare du Nord ⥋ Remiencourt | Gare du Nord ⥋ Remiencourt                    | Gare du Nord ⥋ Remiencourt               | Gare du Nord ⥋ Remiencourt | Gare du Nord ⥋ Remiencourt |
| ----- | --- | -------------------------- | -------------------------- | -------------------------- | -------------------------- | --------------------------------------------- | ---------------------------------------- | -------------------------- | -------------------------- |
| R61   | Ouverture / Fermeture 11 mai 2019 / — | Longueur —                 | Durée 40 min               | Nb. d’arrêts 4             | Matériel —                 | Jours de fonctionnement L, Ma, Me, J, V, S    | Jour / Soir / Nuit / Fêtes O / N / N / N | Voy. / an —                | Exploitant Keolis Amiens   |
| R61   | Desserte : - Communes : Amiens – Glisy – Thézy-Glimont – Remiencourt - Principaux lieux desservis : Cinéma Gaumont Amiens, Gare d'Amiens, CCI Amiens, Tour Perret, Centre Commercial Amiens Glisy, Gare de Thézy-Glimont. |                            |                            |                            |                            |                                               |                                          |                            |                            |
| R61   | Autre : - Amplitude horaire et fréquence : quatre allers-retours quotidiens. - Date de dernière mise à jour : 28 juillet 2024. |                            |                            |                            |                            |                                               |                                          |                            |                            |
| R61   | Dernière actualisation : — |                            |                            |                            |                            |                                               |                                          |                            |                            |
| R62   | Resago 62 | Resago 62                  | Resago 62                  | Resago 62                  | Resago 62                  | Resago 62                                     | Resago 62                                | Resago 62                  | Resago 62                  |
| R62   | Gare du Nord ⥋ Estrées-sur-Noye |                            |                            |                            |                            |                                               |                                          |                            |                            |
| R62   | Ouverture / Fermeture 11 mai 2019 / — | Longueur —                 | Durée 56 min               | Nb. d’arrêts 8             | Matériel —                 | Jours de fonctionnement L, Ma, Me, J, V, S    | Jour / Soir / Nuit / Fêtes O / N / N / N | Voy. / an —                | Exploitant Keolis Amiens   |
| R62   | Desserte : - Communes : Amiens – Dury – Hébécourt – Rumigny – Saint-Sauflieu – Grattepanche – Estrées-sur-Noye - Principaux lieux desservis : Cinéma Gaumont Amiens, Gare d'Amiens, CCI Amiens, Tour Perret, Cité scolaire, La Providence, Centre Commercial Amiens Sud. |                            |                            |                            |                            |                                               |                                          |                            |                            |
| R62   | Autre : - Amplitude horaire et fréquence : quatre allers-retours quotidiens. - Date de dernière mise à jour : 5 janvier 2023. |                            |                            |                            |                            |                                               |                                          |                            |                            |
| R62   | Dernière actualisation : — |                            |                            |                            |                            |                                               |                                          |                            |                            |
| R63   | Resago 63 | Resago 63                  | Resago 63                  | Resago 63                  | Resago 63                  | Resago 63                                     | Resago 63                                | Resago 63                  | Resago 63                  |
| R63   | Gare du Nord ⥋ Creuse |                            |                            |                            |                            |                                               |                                          |                            |                            |
| R63   | Ouverture / Fermeture 11 mai 2019 / — | Longueur —                 | Durée 50 min               | Nb. d’arrêts 10            | Matériel —                 | Jours de fonctionnement L, Ma, Me, J, V, S    | Jour / Soir / Nuit / Fêtes O / N / N / N | Voy. / an —                | Exploitant Keolis Amiens   |
| R63   | Desserte : - Communes : Amiens – Salouël – Clairy-Saulchoix – Guignemicourt – Ferrières – Bovelles – Seux – Pissy – Revelles – Creuse - Principaux lieux desservis : Cinéma Gaumont Amiens, Gare d'Amiens, CCI Amiens, Tour Perret. |                            |                            |                            |                            |                                               |                                          |                            |                            |
| R63   | Autre : - Amplitude horaire et fréquence : - Du lundi au vendredi : 2 départs d'Amiens à 12h et 17h30 et 2 départs de Creuse à 9h09 et 13h39. - Samedi : 1 départ d'Amiens à 17h30 et 1 départ de Creuse à 13h39. - Date de dernière mise à jour : 4 octobre 2019. |                            |                            |                            |                            |                                               |                                          |                            |                            |
| R63   | Dernière actualisation : — |                            |                            |                            |                            |                                               |                                          |                            |                            |
| R64   | Resago 64 | Resago 64                  | Resago 64                  | Resago 64                  | Resago 64                  | Resago 64                                     | Resago 64                                | Resago 64                  | Resago 64                  |
| R64   | Camon Miroir ⥋ Mairie de Camon / Église de Camon |                            |                            |                            |                            |                                               |                                          |                            |                            |
| R64   | Ouverture / Fermeture 11 mai 2019 / — | Longueur —                 | Durée 6–7 min              | Nb. d’arrêts 4             | Matériel —                 | Jours de fonctionnement L, Ma, Me, J, V, S, D | Jour / Soir / Nuit / Fêtes O / N / N / O | Voy. / an —                | Exploitant Keolis Amiens   |
| R64   | Desserte : - Commune : Camon - Principaux lieux desservis : |                            |                            |                            |                            |                                               |                                          |                            |                            |
| R64   | Autre : - Amplitude horaire et fréquence : - Du lundi au vendredi : 14 départs de Camon Miroir entre 6h04 et 18h54 ; 11 départs de Église de Camon entre 7h30 et 19h40. - Samedi : 11 départs de Camon Miroir entre 7h24 et 18h24 ; 10 départs de Église de Camon entre 8h10 et 20h10. - Dimanches et jours fériés : 11 départs de Camon Miroir entre 8h29 et 19h29 ; 11 départs de Église de Camon entre 9h20 et 20h20. - Date de dernière mise à jour : 4 octobre 2019. |                            |                            |                            |                            |                                               |                                          |                            |                            |
| R64   | Dernière actualisation : — |                            |                            |                            |                            |                                               |                                          |                            |                            |
| R65   | Resago 65 | Resago 65                  | Resago 65                  | Resago 65                  | Resago 65                  | Resago 65                                     | Resago 65                                | Resago 65                  | Resago 65                  |
| R65   | Gare du Nord ⥋ Saint-Vaast-en-Chaussée |                            |                            |                            |                            |                                               |                                          |                            |                            |
| R65   | Ouverture / Fermeture 2 septembre 2019 / — | Longueur —                 | Durée 30 min               | Nb. d’arrêts 4             | Matériel —                 | Jours de fonctionnement L, Ma, Me, J, V, S    | Jour / Soir / Nuit / Fêtes O / N / N / O | Voy. / an —                | Exploitant Keolis Amiens   |
| R65   | Desserte : - Communes : Amiens – Vaux-en-Amiénois – Saint-Vaast-en-Chaussée - Principaux lieux desservis : |                            |                            |                            |                            |                                               |                                          |                            |                            |
| R65   | Autre : - Amplitude horaire et fréquence : - Du lundi au samedi : deux départs quotidiens dans chaque sens. - Samedi : un départ quotidien dans chaque sens. - Date de dernière mise à jour : 4 octobre 2019. |                            |                            |                            |                            |                                               |                                          |                            |                            |
| R65   | Dernière actualisation : — |                            |                            |                            |                            |                                               |                                          |                            |                            |
| R66   | Resago 66 | Resago 66                  | Resago 66                  | Resago 66                  | Resago 66                  | Resago 66                                     | Resago 66                                | Resago 66                  | Resago 66                  |
| R66   | Gare du Nord ⥋ Querrieu |                            |                            |                            |                            |                                               |                                          |                            |                            |
| R66   | Ouverture / Fermeture 2 septembre 2019 / — | Longueur —                 | Durée 30 min               | Nb. d’arrêts 4             | Matériel —                 | Jours de fonctionnement L, Ma, Me, J, V, S    | Jour / Soir / Nuit / Fêtes O / N / N / O | Voy. / an —                | Exploitant Keolis Amiens   |
| R66   | Desserte : - Communes : Amiens – Rivery – Cardonnette – Querrieu - Principaux lieux desservis : |                            |                            |                            |                            |                                               |                                          |                            |                            |
| R66   | Autre : - Amplitude horaire et fréquence : - Du lundi au samedi : deux départs quotidiens dans chaque sens. - Samedi : un départ quotidien dans chaque sens. - Date de dernière mise à jour : 4 octobre 2019. |                            |                            |                            |                            |                                               |                                          |                            |                            |
| R66   | Dernière actualisation : — |                            |                            |                            |                            |                                               |                                          |                            |                            |
| R67   | Resago 67 | Resago 67                  | Resago 67                  | Resago 67                  | Resago 67                  | Resago 67                                     | Resago 67                                | Resago 67                  | Resago 67                  |
| R67   | Gare du Nord ⥋ Croix de Pierre |                            |                            |                            |                            |                                               |                                          |                            |                            |
| R67   | Ouverture / Fermeture 2 juillet 2022 / 4 janvier 2025 | Longueur —                 | Durée —                    | Nb. d’arrêts 27            | Matériel —                 | Jours de fonctionnement L, Ma, Me, J, V, S    | Jour / Soir / Nuit / Fêtes O / N / N / N | Voy. / an —                | Exploitant Keolis Amiens   |
| R67   | Desserte : - Commune : Amiens - Principaux lieux desservis : |                            |                            |                            |                            |                                               |                                          |                            |                            |
| R67   | Autre : - Amplitude horaire et fréquence : quatre allers-retours quotidiens. - Particularité : service suspendu en raison du renforcement de la ligne 8 (dont il palliait une fréquence insuffisante dans la desserte du quartier Saint-Ladre). - Date de dernière mise à jour : 7 janvier 2025. |                            |                            |                            |                            |                                               |                                          |                            |                            |
| R67   | Dernière actualisation : — |                            |                            |                            |                            |                                               |                                          |                            |                            |
| R68   | Resago 68 | Resago 68                  | Resago 68                  | Resago 68                  | Resago 68                  | Resago 68                                     | Resago 68                                | Resago 68                  | Resago 68                  |
| R68   | Gare du Nord ⥋ Crematorium |                            |                            |                            |                            |                                               |                                          |                            |                            |
| R68   | Ouverture / Fermeture 2 mai 2023 / — | Longueur —                 | Durée —                    | Nb. d’arrêts —             | Matériel —                 | Jours de fonctionnement L, Ma, Me, J, V, S, D | Jour / Soir / Nuit / Fêtes O / N / N / O | Voy. / an —                | Exploitant Keolis Amiens   |
| R68   | Desserte : - Commune : Amiens - Principaux lieux desservis : |                            |                            |                            |                            |                                               |                                          |                            |                            |
| R68   | Autre : - Amplitude horaire et fréquence : - Du lundi au vendredi : six allers-retours quotidiens. - Samedi : quatre allers-retours quotidiens. - Dimanches et jours fériés : trois allers-retours quotidiens. - Date de dernière mise à jour : 29 août 2024. |                            |                            |                            |                            |                                               |                                          |                            |                            |
| R68   | Dernière actualisation : — |                            |                            |                            |                            |                                               |                                          |                            |                            |

#### Navettes
| Ligne  | Caractéristiques | Caractéristiques                     | Caractéristiques                     | Caractéristiques                     | Caractéristiques                     | Caractéristiques                                           | Caractéristiques                         | Caractéristiques                     | Caractéristiques                     |
| Nav M1 | Navette Marché secteur Saint-Maurice | Navette Marché secteur Saint-Maurice | Navette Marché secteur Saint-Maurice | Navette Marché secteur Saint-Maurice | Navette Marché secteur Saint-Maurice | Navette Marché secteur Saint-Maurice                       | Navette Marché secteur Saint-Maurice     | Navette Marché secteur Saint-Maurice | Navette Marché secteur Saint-Maurice |
| Nav M1 | Ambonne ⥋ Gare du Nord | Ambonne ⥋ Gare du Nord               | Ambonne ⥋ Gare du Nord               | Ambonne ⥋ Gare du Nord               | Ambonne ⥋ Gare du Nord               | Ambonne ⥋ Gare du Nord                                     | Ambonne ⥋ Gare du Nord                   | Ambonne ⥋ Gare du Nord               | Ambonne ⥋ Gare du Nord               |
| ------ | --- | ------------------------------------ | ------------------------------------ | ------------------------------------ | ------------------------------------ | ---------------------------------------------------------- | ---------------------------------------- | ------------------------------------ | ------------------------------------ |
| Nav M1 | Ouverture / Fermeture 4 septembre 2021 / — | Longueur —                           | Durée 28 min                         | Nb. d’arrêts 25                      | Matériel Citaro Facelift BHNS        | Jours de fonctionnement S                                  | Jour / Soir / Nuit / Fêtes O / N / N / N | Voy. / an —                          | Exploitant Keolis Amiens             |
| Nav M1 | Desserte : - Commune : Amiens - Principaux lieux desservis : |                                      |                                      |                                      |                                      |                                                            |                                          |                                      |                                      |
| Nav M1 | Autre : - Amplitude horaire et fréquence : deux allers-retours en matinée. - Particularités : ligne de marché ; les arrêts situés dans la boucle terminale de cette ligne sont desservis dans un seul sens (comme pour toutes les autres lignes desservant ces arrêts) ; navette gratuite (comme tout le réseau les samedis). - Date de dernière mise à jour : 7 janvier 2025. |                                      |                                      |                                      |                                      |                                                            |                                          |                                      |                                      |
| Nav M1 | Dernière actualisation : — |                                      |                                      |                                      |                                      |                                                            |                                          |                                      |                                      |
| Nav M2 | Navette Marché secteur Saint-Pierre | Navette Marché secteur Saint-Pierre  | Navette Marché secteur Saint-Pierre  | Navette Marché secteur Saint-Pierre  | Navette Marché secteur Saint-Pierre  | Navette Marché secteur Saint-Pierre                        | Navette Marché secteur Saint-Pierre      | Navette Marché secteur Saint-Pierre  | Navette Marché secteur Saint-Pierre  |
| Nav M2 | Jacques Duclos ⥋ Gare du Nord |                                      |                                      |                                      |                                      |                                                            |                                          |                                      |                                      |
| Nav M2 | Ouverture / Fermeture 4 septembre 2021 / — | Longueur —                           | Durée 20 min                         | Nb. d’arrêts 17                      | Matériel Citaro Facelift BHNS        | Jours de fonctionnement S                                  | Jour / Soir / Nuit / Fêtes O / N / N / N | Voy. / an —                          | Exploitant Keolis Amiens             |
| Nav M2 | Desserte : - Commune : Amiens - Principaux lieux desservis : |                                      |                                      |                                      |                                      |                                                            |                                          |                                      |                                      |
| Nav M2 | Autre : - Amplitude horaire et fréquence : deux allers-retours en matinée. - Particularités : ligne de marché ; les arrêts situés dans la boucle terminale de cette ligne sont desservis dans un seul sens (comme pour toutes les autres lignes desservant ces arrêts) ; navette gratuite (comme tout le réseau les samedis). - Date de dernière mise à jour : 7 janvier 2025. |                                      |                                      |                                      |                                      |                                                            |                                          |                                      |                                      |
| Nav M2 | Dernière actualisation : — |                                      |                                      |                                      |                                      |                                                            |                                          |                                      |                                      |
| Nav T  | Navette Toussaint | Navette Toussaint                    | Navette Toussaint                    | Navette Toussaint                    | Navette Toussaint                    | Navette Toussaint                                          | Navette Toussaint                        | Navette Toussaint                    | Navette Toussaint                    |
| Nav T  | Ambonne ⥋ Elbeuf |                                      |                                      |                                      |                                      |                                                            |                                          |                                      |                                      |
| Nav T  | Ouverture / Fermeture 1er novembre 2021 / — | Longueur —                           | Durée 39 min                         | Nb. d’arrêts 31                      | Matériel Citaro Facelift BHNS        | Jours de fonctionnement uniquement le jour de la Toussaint | Jour / Soir / Nuit / Fêtes O / N / N / O | Voy. / an —                          | Exploitant Keolis Amiens             |
| Nav T  | Desserte : - Commune : Amiens - Principaux lieux desservis : Cimetière de La Madeleine, Citadelle, Gare du Nord, Gare Saint-Roch, Cimetière Saint-Jean. |                                      |                                      |                                      |                                      |                                                            |                                          |                                      |                                      |
| Nav T  | Autre : - Amplitude horaire et fréquence : 11 allers-retours, toutes les 45 min. - Particularité : navette spécialement mise en place pour se rendre dans les cimetières. - Date de dernière mise à jour : 7 janvier 2025. |                                      |                                      |                                      |                                      |                                                            |                                          |                                      |                                      |
| Nav T  | Dernière actualisation : — |                                      |                                      |                                      |                                      |                                                            |                                          |                                      |                                      |

### Galeries de photographies

Circulations de bus Nemo
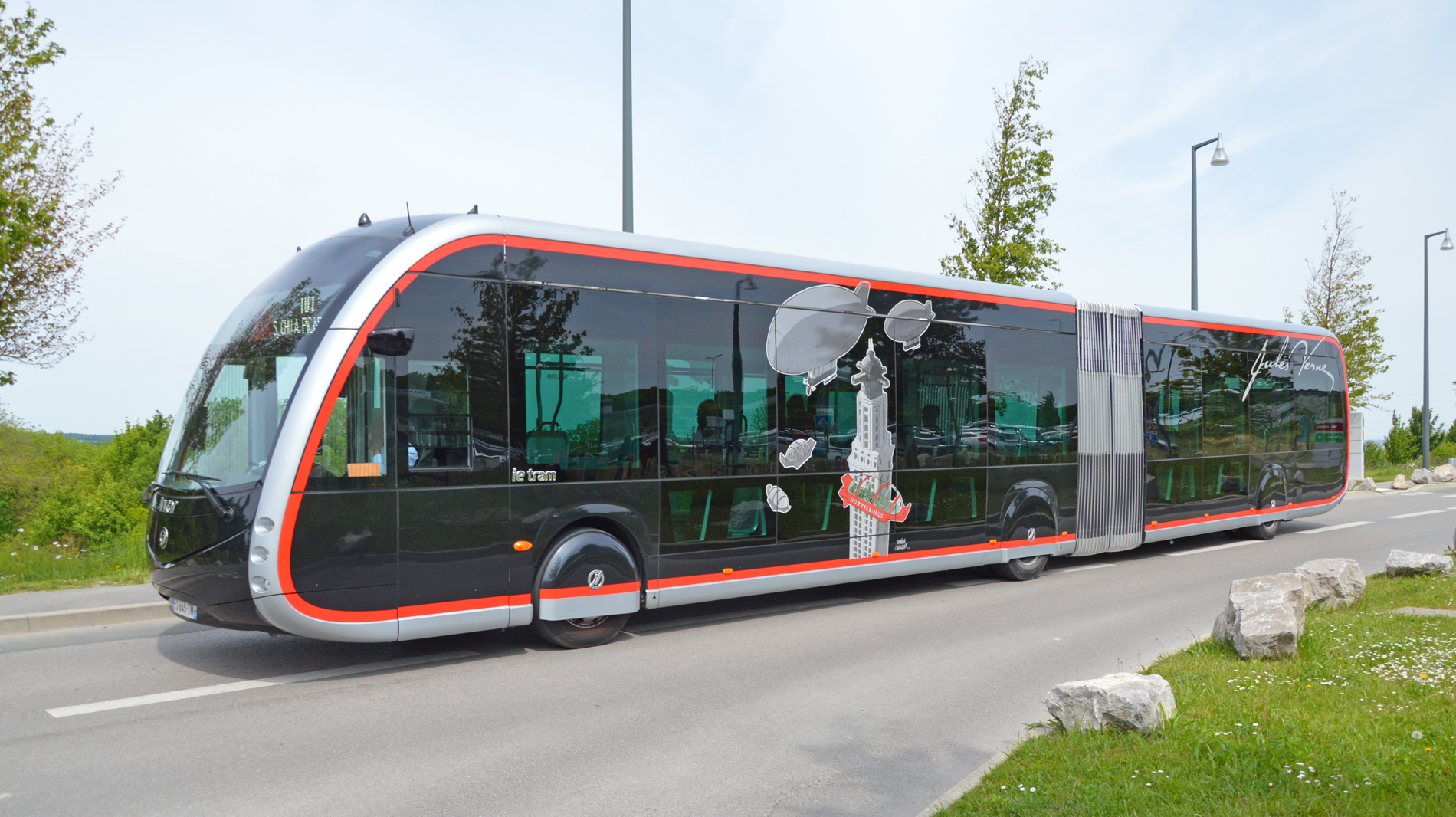
Bus (livrée rouge) de la n2, sur le site du CHU Amiens-Picardie.
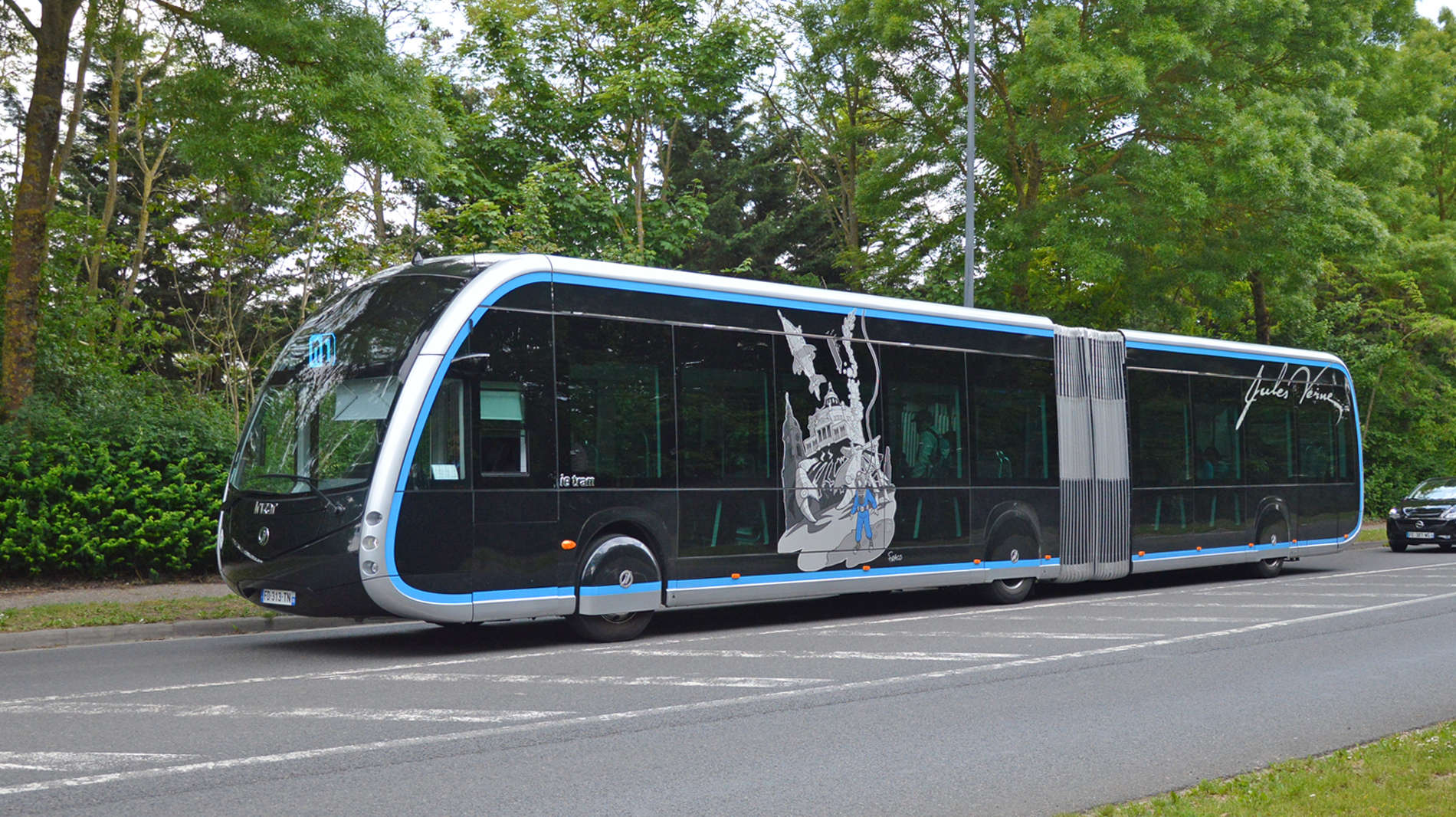
Bus (livrée bleue) de la n1, à Longueau.
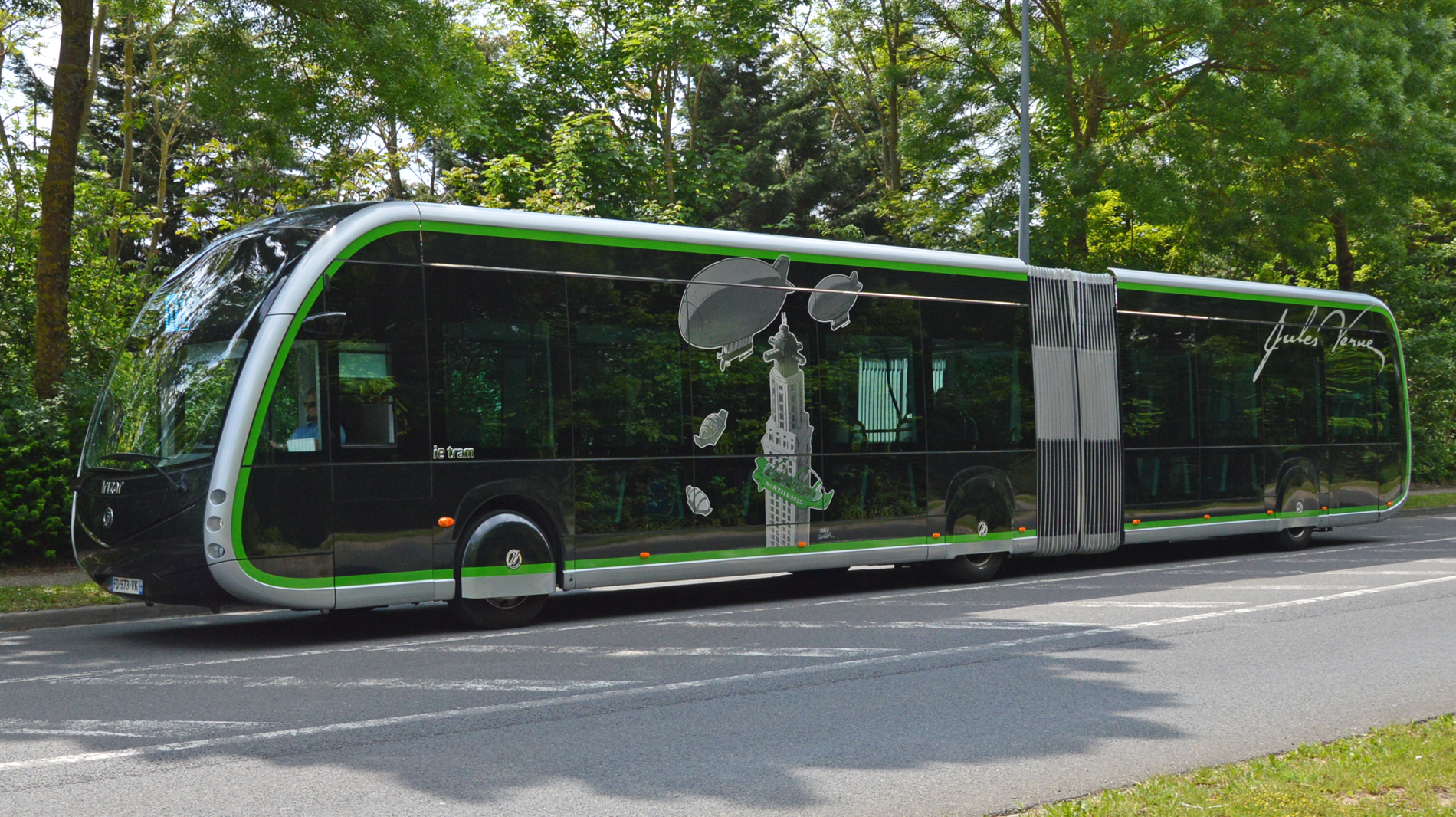
Bus (livrée verte) de la n3, à Longueau.
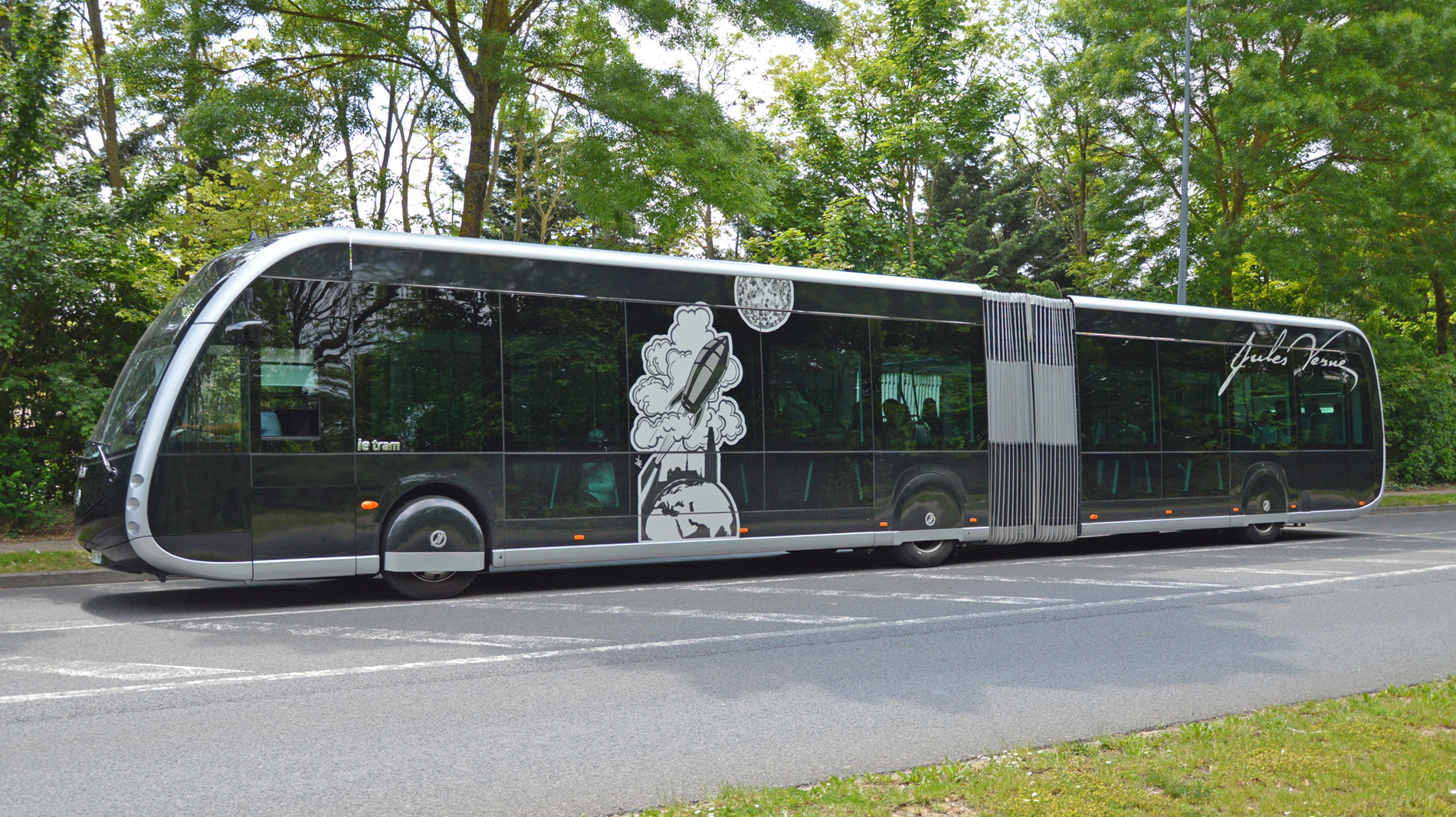
Bus (sans livrée colorée) des lignes n1 à 3, à Longueau.

Recharge de bus Nemo
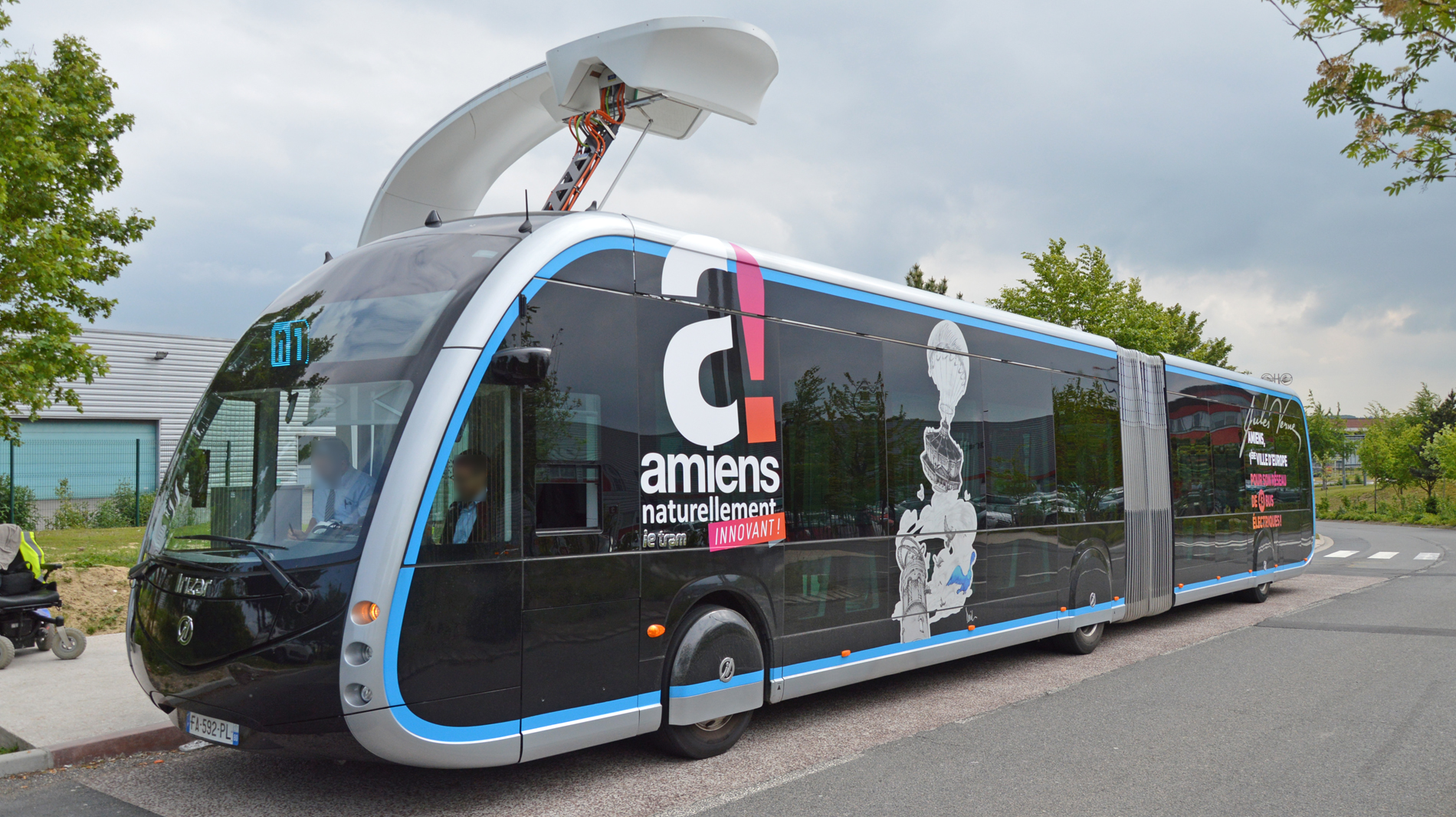
Vue générale du bus (livrée événementielle) et de la potence.
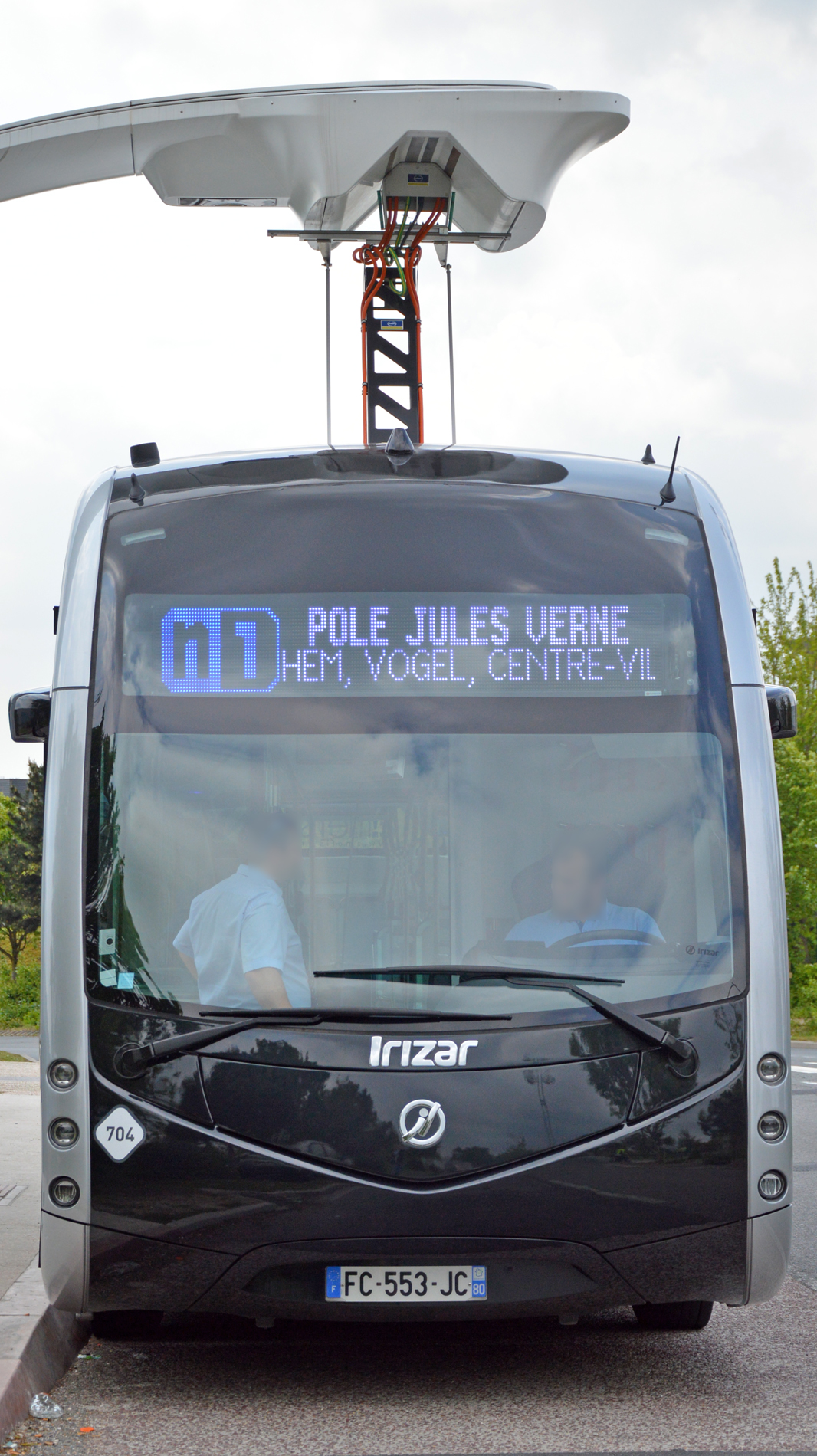
Vue de face.
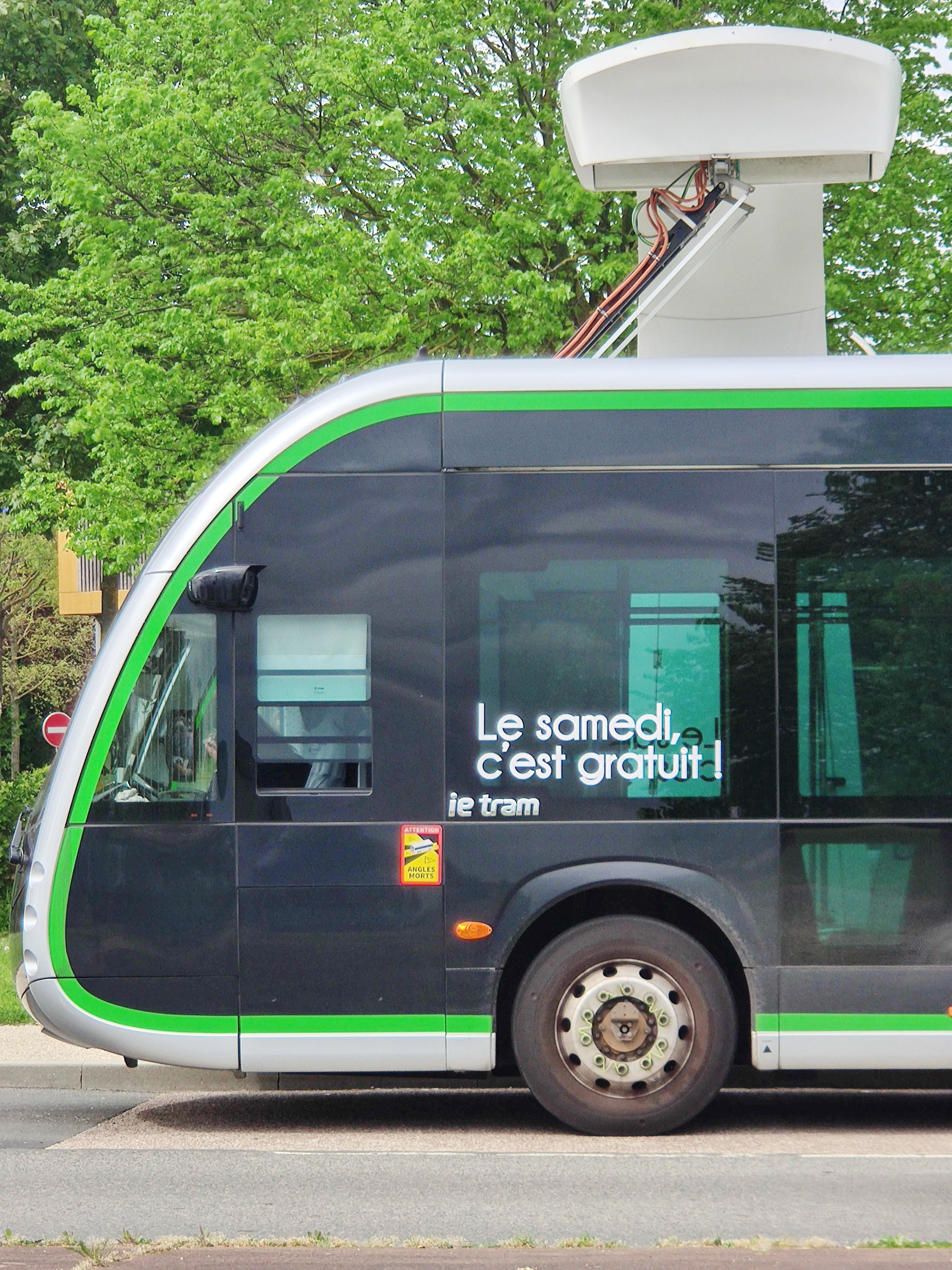
Vue de profil (Nemo 732 sans cache-roue).
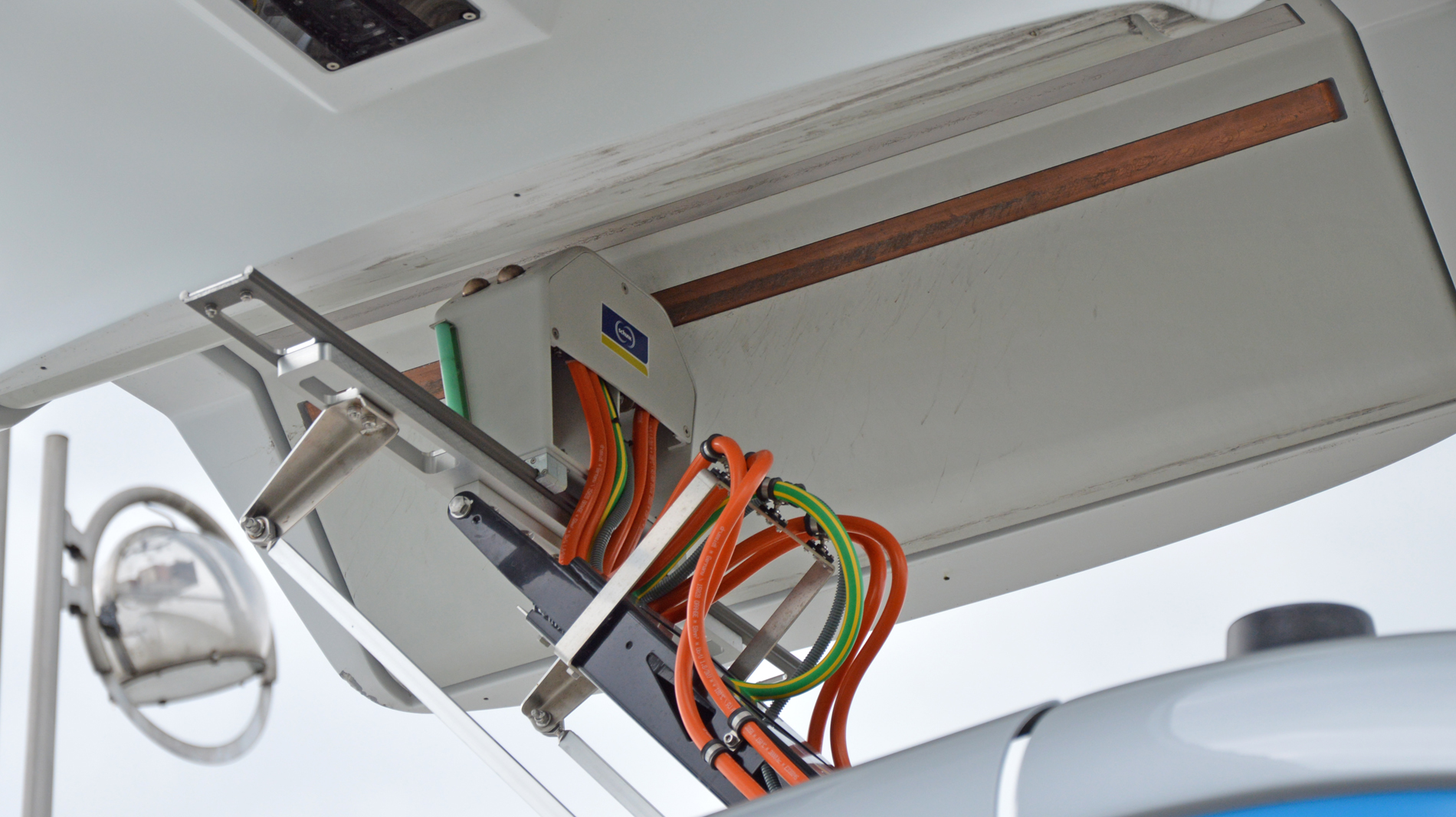
Détail du pantographe, sous une potence.
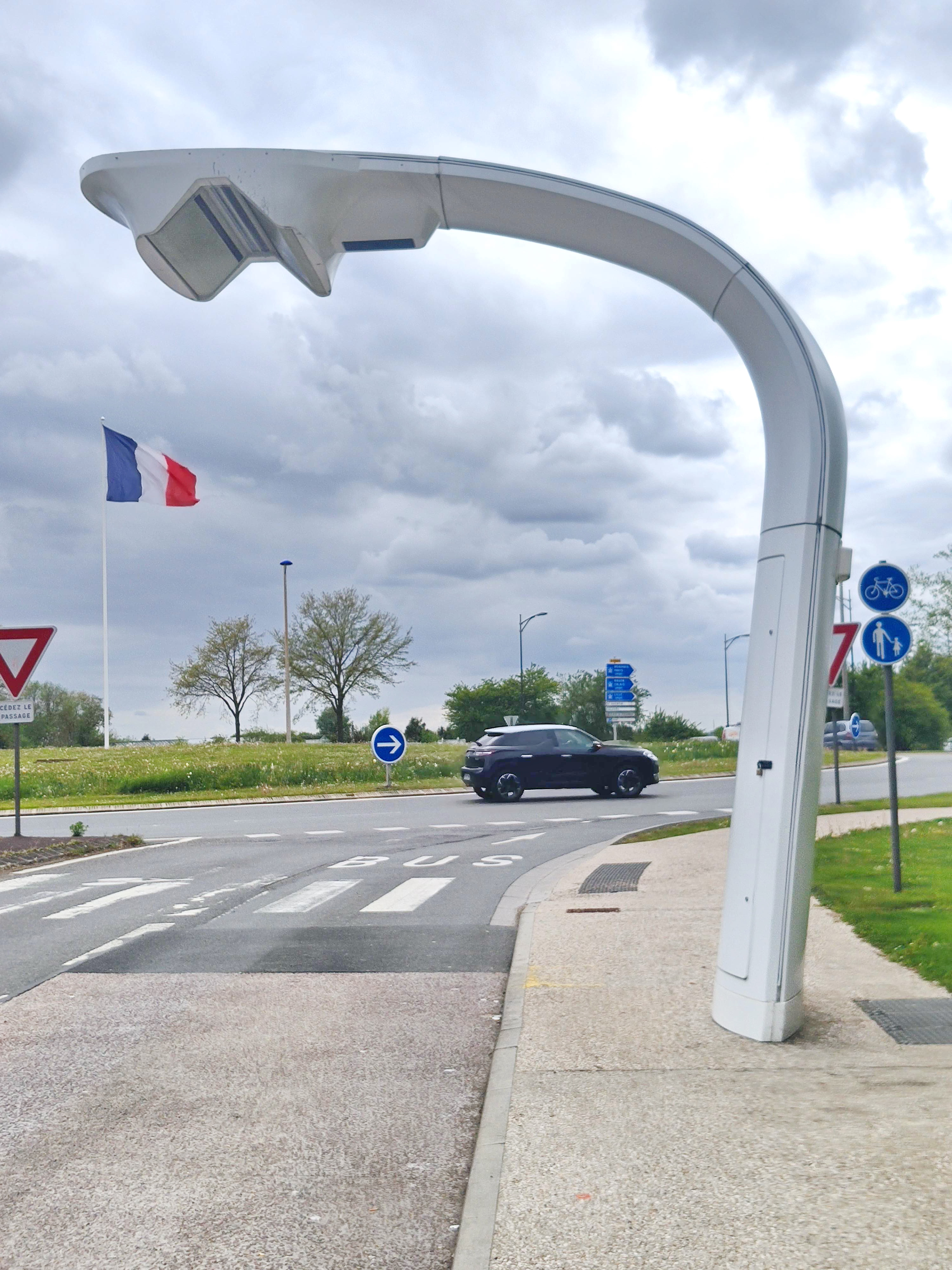
Potence d'alimentation.
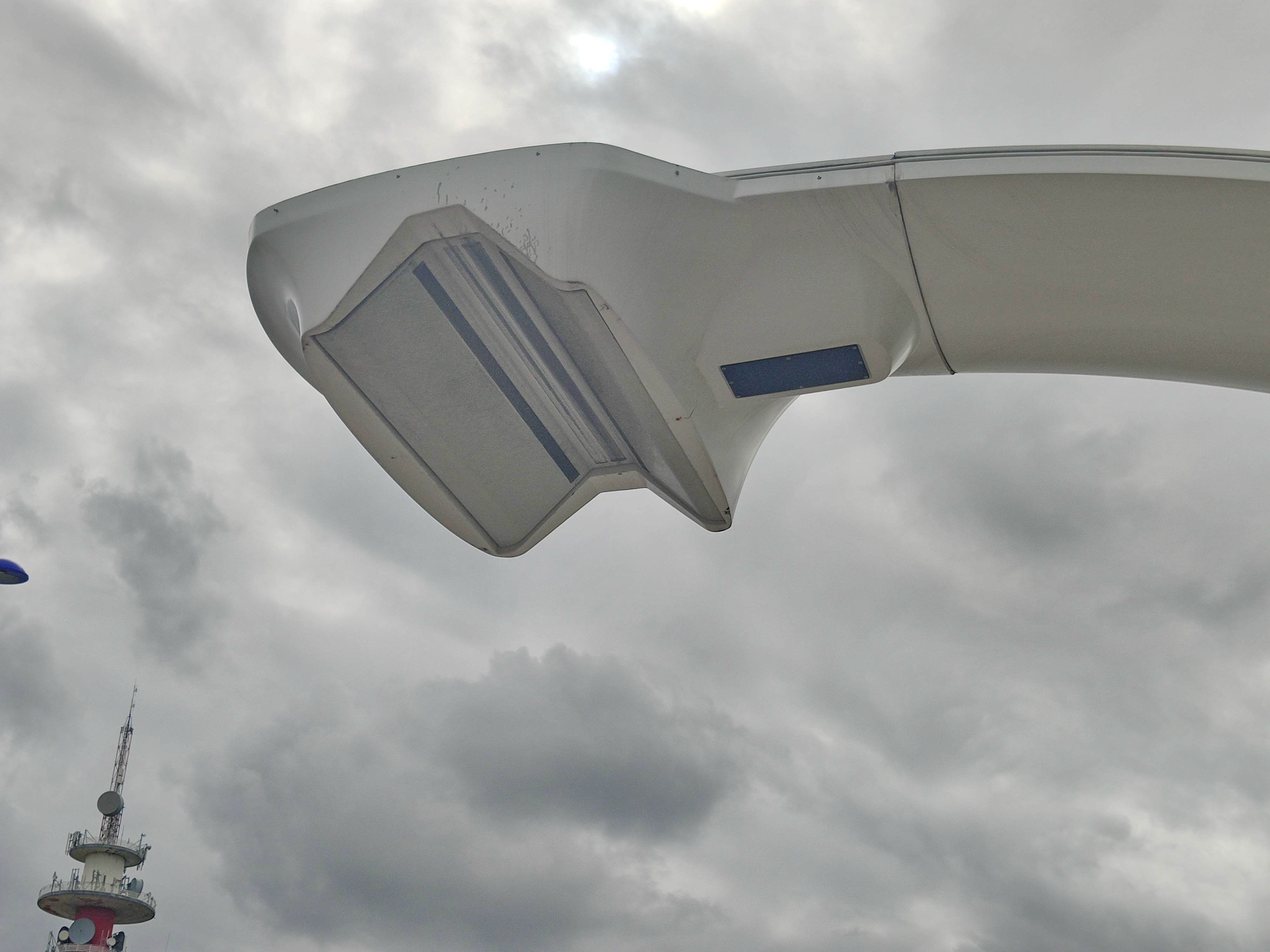
Détail de la potence.

Services assurés par des bus classiques
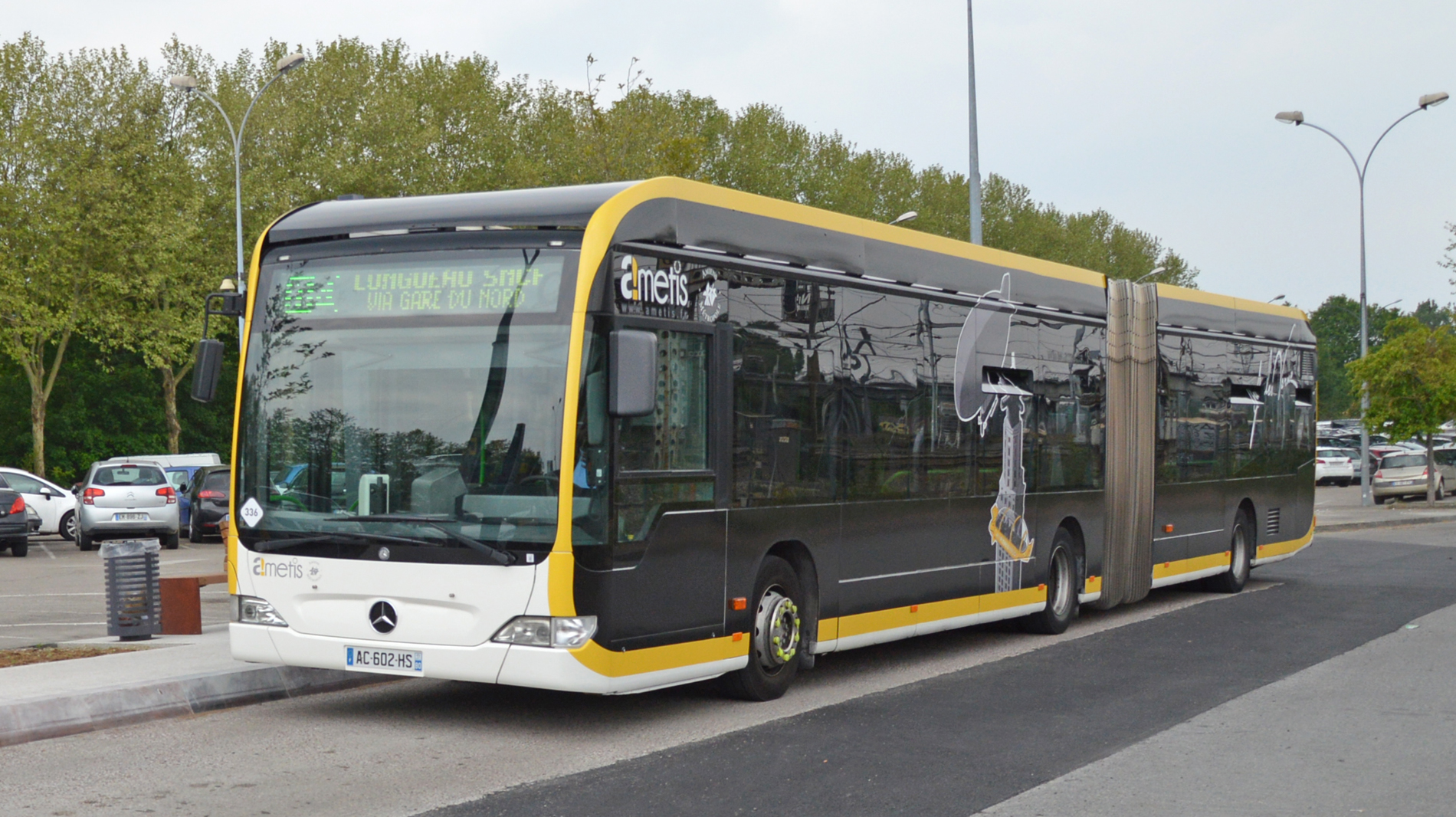
Bus de la ligne n4 (ligne assurée par des Citaro, avec une livrée Nemo), à l'arrêt Longueau SNCF.
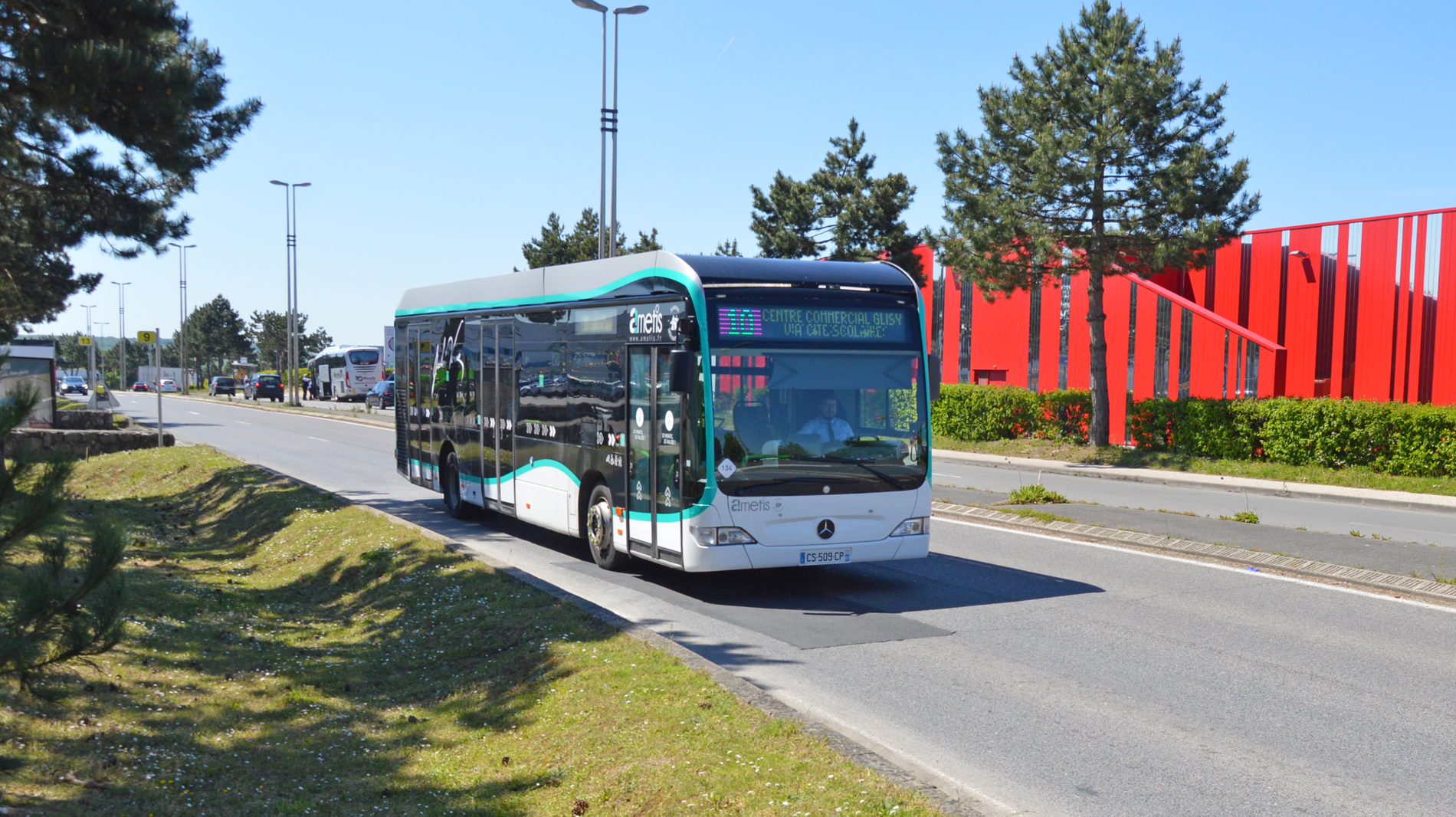
Bus (nouvelle livrée Ametis) de la ligne 10, circulant non loin de son terminus Centre Commercial Glisy.
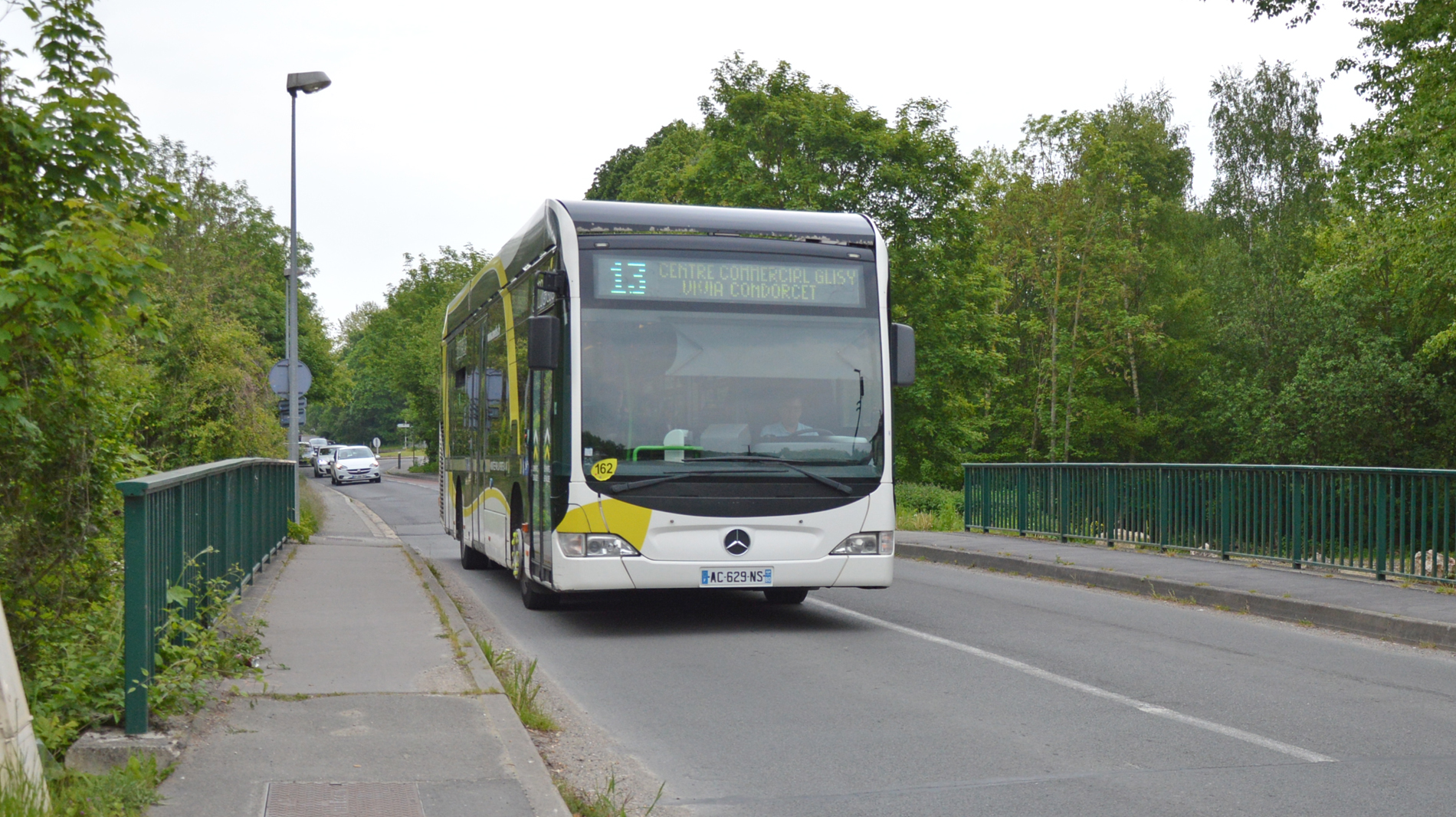
Bus (ancienne livrée Ametis, plus utilisée) de la ligne 13, arrivant à l'arrêt Latapie, à Cagny.
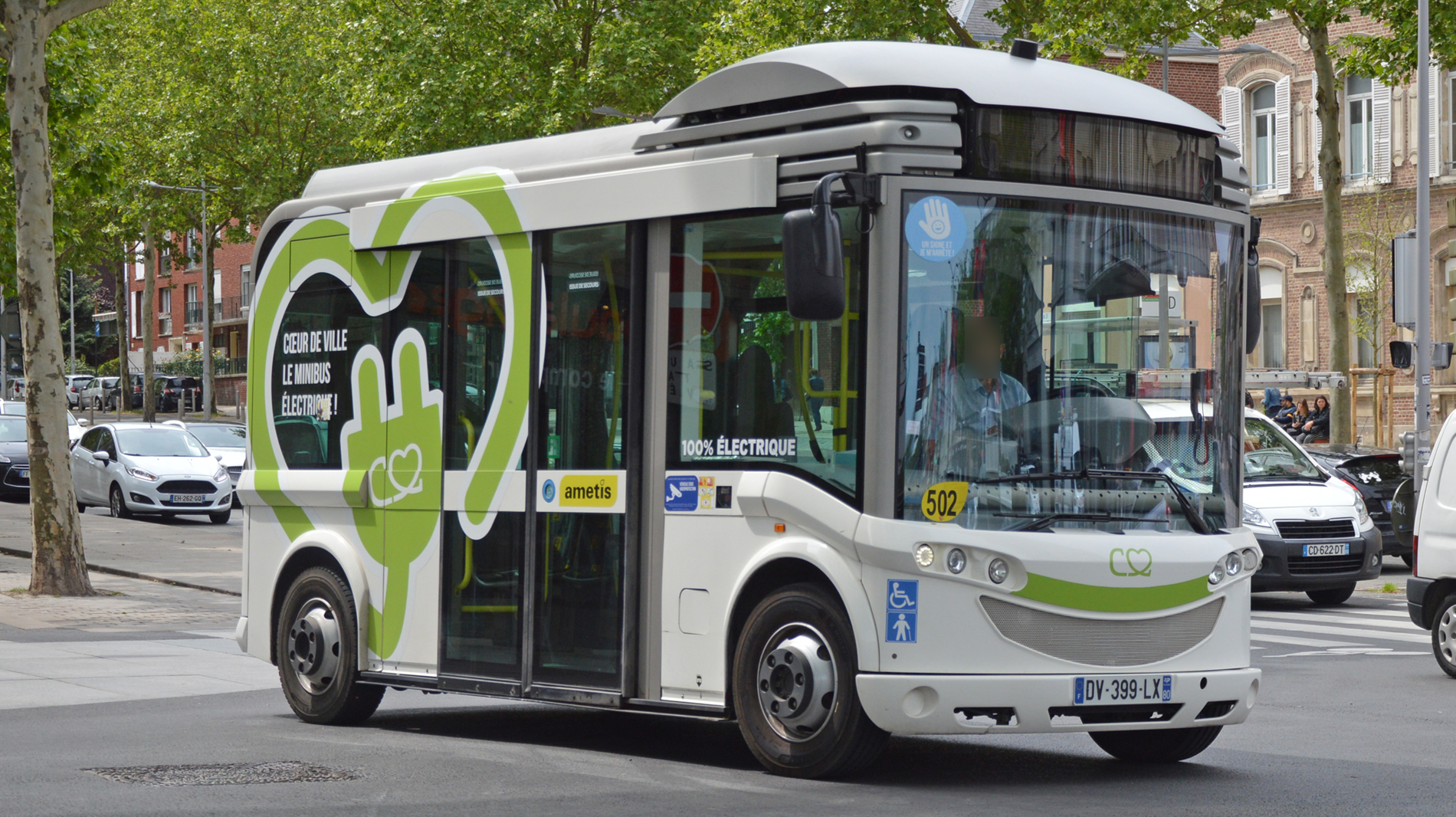
Véhicule de la ligne « Cœur de Ville », arrivant à l'arrêt Gare du Nord, à Amiens.